# Basilica di San Marco
La Basilica Cattedrale Metropolitana Patriarcale di San Marco Evangelista, più comunemente chiamata Basilica di San Marco, a Venezia, è il duomo della città e sede del patriarcato. Unitamente al campanile e alla piazza di San Marco, forma il principale luogo architettonico di Venezia, e, assieme ad essi, costituisce il più conosciuto simbolo della città e del Veneto nel mondo. È, inoltre, uno dei simboli dell'arte veneta e della cristianità nonché monumento nazionale italiano.
Già nell'XI secolo, la Basilica di San Marco iniziò ad essere diffusamente soprannominata la “Chiesa d'oro”, in virtù del tesoro di San Marco|suo tesoro, dei mosaici dorati e dei maestosi elementi progettuali, che hanno il sacro edificio come il simbolo visibile della potenza e ricchezza acquisite dalla Serenissima.
Fino alla caduta della Repubblica di Venezia è stata la chiesa palatina del Palazzo Ducale, retta a prelatura territoriale dal primicerio nominato dal doge. Ha assunto il titolo cattedrale a partire dal 1807, quando, per decreto napoleonico,  fu qui trasferito dall'antica cattedrale di San Pietro di Castello; trasferimento riconosciuto solo nel 1821 con la bolla papale.

## Storia

### Costruzione

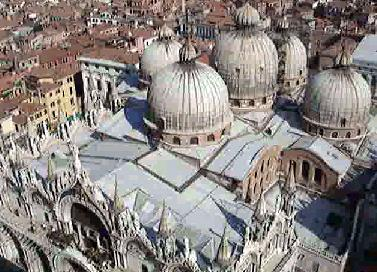
Basilica di San Marco, vista dal Campanile.

La basilica attuale risale a un'altra ricostruzione (incominciata dal doge Domenico Contarini nel 1063 e continuata da Domenico Selvo e Vitale Falier) che ricalcò abbastanza fedelmente le dimensioni e l'impianto dell'edificio precedente. In particolare la forma architettonica nel suo complesso si avvicina molto a quella dell'antica Basilica dei Santi Apostoli di Costantinopoli (distrutta pochi anni dopo la conquista ottomana), la seconda chiesa più importante della città e mausoleo imperiale. La nuova consacrazione avvenne nel 1094; la leggenda colloca nello stesso anno il ritrovamento miracoloso in un pilastro della basilica del corpo di San Marco, che era stato nascosto durante i lavori in un luogo poi dimenticato. Nel 1231 un incendio devastò la basilica di San Marco che venne subito restaurata.

### Decorazione
La decorazione a mosaici dorati dell'interno della basilica era già quasi completa alla fine del XII secolo. Entro la prima metà del Duecento fu costruito un vestibolo (il nartece, spesso chiamato atrio) che circondava tutto il braccio occidentale, creando le condizioni per la realizzazione di una facciata (prima di allora l'esterno era con mattoni a vista, come nella basilica di Murano).

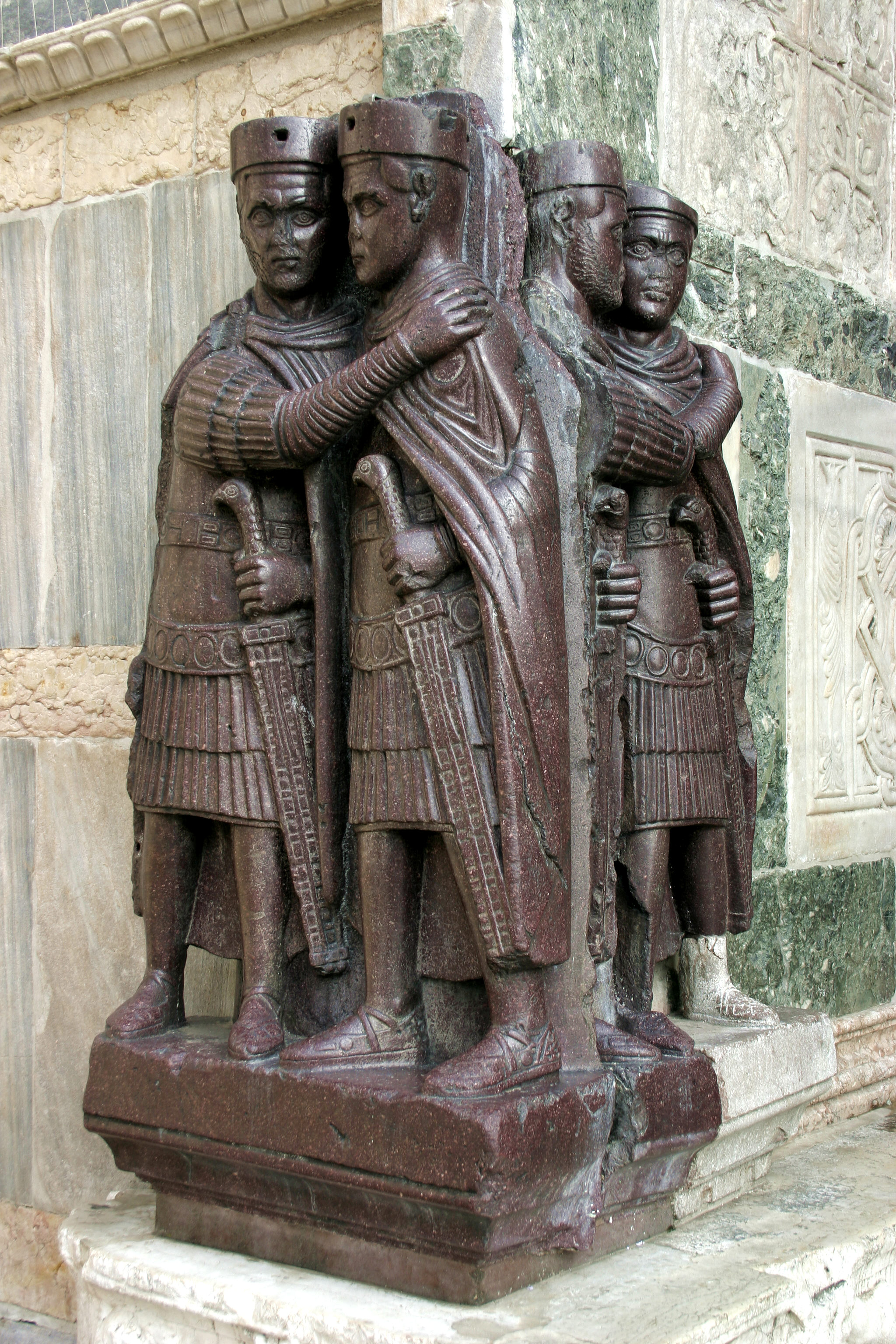
I Tetrarchi

I secoli successivi hanno visto la basilica arricchirsi continuamente di colonne, fregi, marmi, sculture, ori portati a Venezia sulle navi dei mercanti che arrivavano dall'oriente. Spesso si trattava di materiale di spoglio, ricavato cioè da antichi edifici demoliti. In particolare, il bottino del sacco di Costantinopoli nel corso della Quarta crociata (1204) arricchì il tesoro della basilica e fornì arredi di grande prestigio.

### Ultimi interventi
Nel 1200, nell'ambito dei lavori che stavano trasformando l'aspetto della piazza, le cupole furono sopraelevate con tecniche di costruzione bizantine e fatimide: esse sono costruzioni lignee rivestite da lamine di piombo soprastanti le cupole originali più antiche sulle quali si sviluppa il rivestimento musivo che si ammira all'interno della chiesa. Solo nel XV secolo, con la decorazione della parte alta delle facciate, fu definito l'attuale aspetto esteriore della basilica; nonostante ciò, essa costituisce un insieme unitario e coerente tra le varie esperienze artistiche a cui è stata soggetta nel corso dei secoli.
Infine furono realizzati il Battistero e la Cappella di Sant'Isidoro di Chio (XIV secolo), la sagrestia (XV) e la Cappella Zen (XVI). Nel 1617, con la sistemazione di due altari all'interno, la basilica può dirsi compiuta.

### Figure chiave
In quanto chiesa di Stato, la basilica era retta dal doge e non dipendeva dal patriarca, che aveva la sua cattedra presso la chiesa di San Pietro. Il doge stesso nominava un clero ducale guidato dal primicerio.
L'amministrazione della basilica era affidata a un'importante magistratura della Repubblica di Venezia, i Procuratori di San Marco, che avevano sede nelle Procuratie. Tutti i lavori di costruzione e di restauro erano diretti dal proto: hanno occupato questa carica grandi architetti come Jacopo Sansovino e Baldassare Longhena. Procuratori di San Marco e proto esistono tuttora e svolgono per il Patriarcato gli stessi compiti di un tempo.
Con la caduta della Repubblica, era pure maturato, in quegli stessi anni, il trasferimento della cattedrale da San Pietro di Castello a San Marco. Il trasporto  era stato deciso già nel 1807, in piena età napoleonica, quando si era pure decretata la soppressione del primiceriato di San Marco, l’unificazione forzata dei due capitoli e la provvisoria sistemazione del patriarca nella più centrale parrocchia di San Maurizio (già da tempo, peraltro, per ovviare ai disagi di una ubicazione tanto periferica della curia patriarcale, era stata creata una cancelleria succursale presso la chiesa di San Bartolomeo). Solo nel 1821, tuttavia, Pio VII, con la bolla Ecclesias quae, aveva sanato quella situazione provvisoria, confermando a pieno titolo il trasferimento di sede dal punto di vista canonico.
Il Capitolo dei canonici della Basilica Patriarcale di San Marco Evangelista, nella sua configurazione attuale, era stato istituito con la bolla predetta. Oltre ai canonici residenziali, sono canonici onorari durante munere gli arcipreti di San Pietro in Castello, e ancora di Gambarare, Jesolo, Caorle, Eraclea, Malamocco, Grado nell’arcidiocesi di Gorizia e il delegato-rettore di Torcello. I canonici residenziali ed onorari della Basilica di San Marco sono protonotari apostolici durante munere.

### Conservazione
I lavori di restauro della Basilica avvenuti a fine Ottocento (1865-1875) crearono un vero dibattito culturale sullo stato di conservazione delle opere contenute e sulla perdita di ampie porzioni di mosaico interne alla Cappella Zen e al Battistero.
Fu così che dal 1881 al 1893 Ferdinando Ongania, uno dei più celebri editori veneziani, si dedicò alla realizzazione di un'opera chiamata appunto La Basilica di San Marco in Venezia, che voleva registrare e conservare la bellezza di tutti gli elementi decorativi che rendono unica la Basilica affinché in futuro ogni intervento di restauro si confrontasse con la situazione documentata nella sua opera.

## Descrizione

### Esterno
Dall'esterno, diviso in tre differenti registri — piano inferiore, terrazza, cupole — prevale la larghezza, poiché in una città come Venezia, che appoggia su un terreno sabbioso, si tendeva a realizzare gli edifici in larghezza, dal peso più equilibrato.
È infatti lunga 76,5 metri e larga 62,60 (al transetto), mentre la cupola centrale è alta 43 metri (28,15 all'interno).
La facciata presenta due ordini, uno al pian terreno che è scandito da cinque grandi portali strombati che conducono all'atrio interno. Quella centrale è decorata in senso monumentale. Il secondo ordine forma una terrazza percorribile e presenta quattro arcate cieche più una centrale in cui si apre una loggia che ospita la quadriga.

#### Facciata

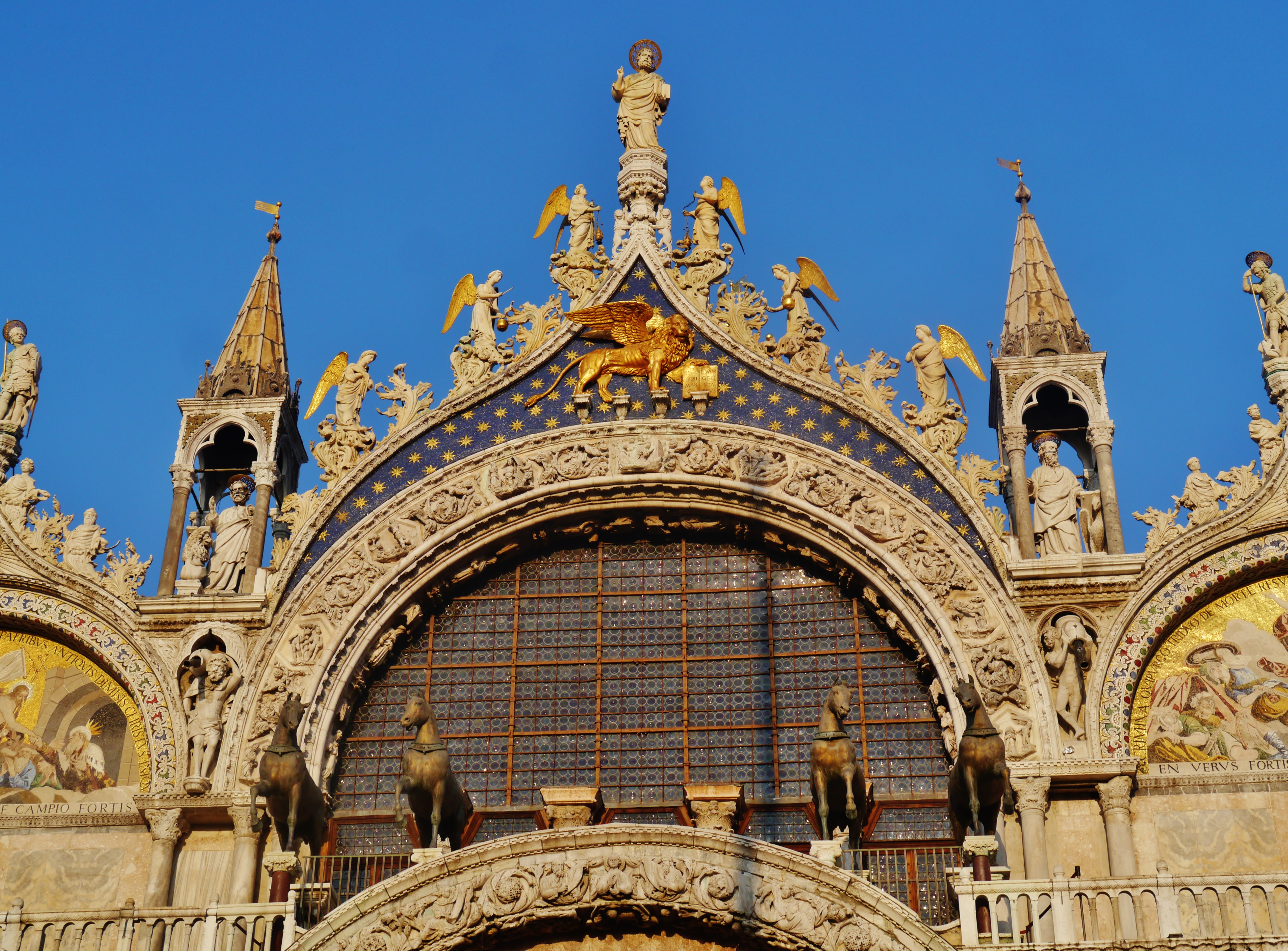
Un particolare.

La facciata marmorea risale al XIII secolo. Vi furono inseriti mosaici, bassorilievi e una grande quantità di materiale di spoglio eterogeneo. Ciò diede la caratteristica policromia, che si combina con i complessi effetti di chiaroscuro dovuti alle multiformi aperture e al gioco dei volumi. Le due porte di ingresso alle estremità vennero realizzate con timpani ad arco inflesso, di ispirazione araba, forse volute anche per ricordare Alessandria d'Egitto, dove era avvenuto il martirio di San Marco. Alle porte d'ingresso lavorò l'orafo e fonditore in bronzo veneziano Bertuccio.
Le porte bronzee risalgono a epoche diverse: a sud la Porta di San Clemente è bizantina e risale all'XI secolo; quella centrale, di produzione incerta, è del XII secolo; le porte secondarie sono più tarde e sono decorate secondo un gusto antichizzante. Nella facciata laterale rivolta a sud anticamente si apriva la Porta da Mar, l'ingresso posto vicino al Palazzo Ducale e al molo, dal quale si entrava a Venezia.
Tra i mosaici della facciata, l'unico rimasto degli originali duecenteschi è quello sopra il primo portale a sinistra, il portale di Sant'Alipio, che rappresenta l'ingresso del corpo di San Marco nella basilica com'era allora. Gli altri, danneggiati, furono rifatti tra il XVII e il XIX secolo mantenendo i soggetti originali, che fatta eccezione per il mosaico sopra il portale centrale, hanno tutti come soggetto principale il corpo del santo, dal suo ritrovamento presso Alessandria d'Egitto da parte di due mercanti veneziani avvenuta nell'829, all'arrivo delle sacre spoglie in città e alla successiva deposizione.

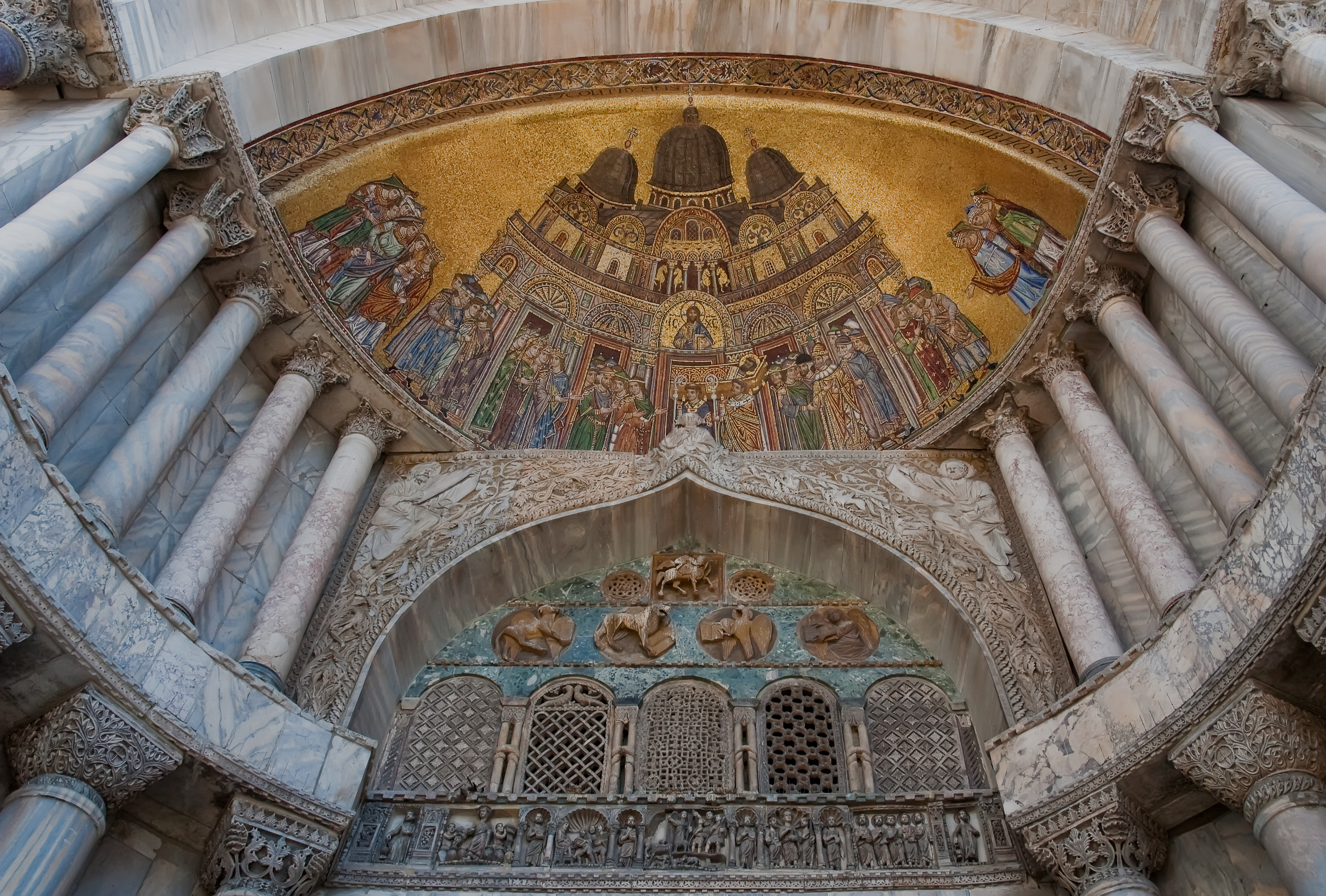
Traslazione del corpo di San Marco, XIII secolo, portale di S. Alipio.

La lunetta  centrale è decorata secondo l'usanza tipicamente occidentale in epoca romanica, con un Giudizio universale, incorniciato da tre archi scolpiti di diverse dimensioni, che riportano una serie di Profeti, di Virtù sacre e civili, di Allegorie dei mesi, dei Mestieri e di altre scene simboliche con animali e putti (1215-1245 circa). Questi rilievi mescolano suggestioni orientali e del romanico lombardo (quali le opere di Wiligelmo), ma vennero realizzati da maestranze locali.
Dagli archi inflessi dell'ordine superiore, decorati in stile gotico fiorito, le statue delle Virtù cardinali e teologali, quattro santi guerrieri e San Marco vegliano sulla città. Nell'arco del finestrone centrale, sotto San Marco, il Leone alato mostra il libro con le parole "Pax tibi Marce Evangelista meus".

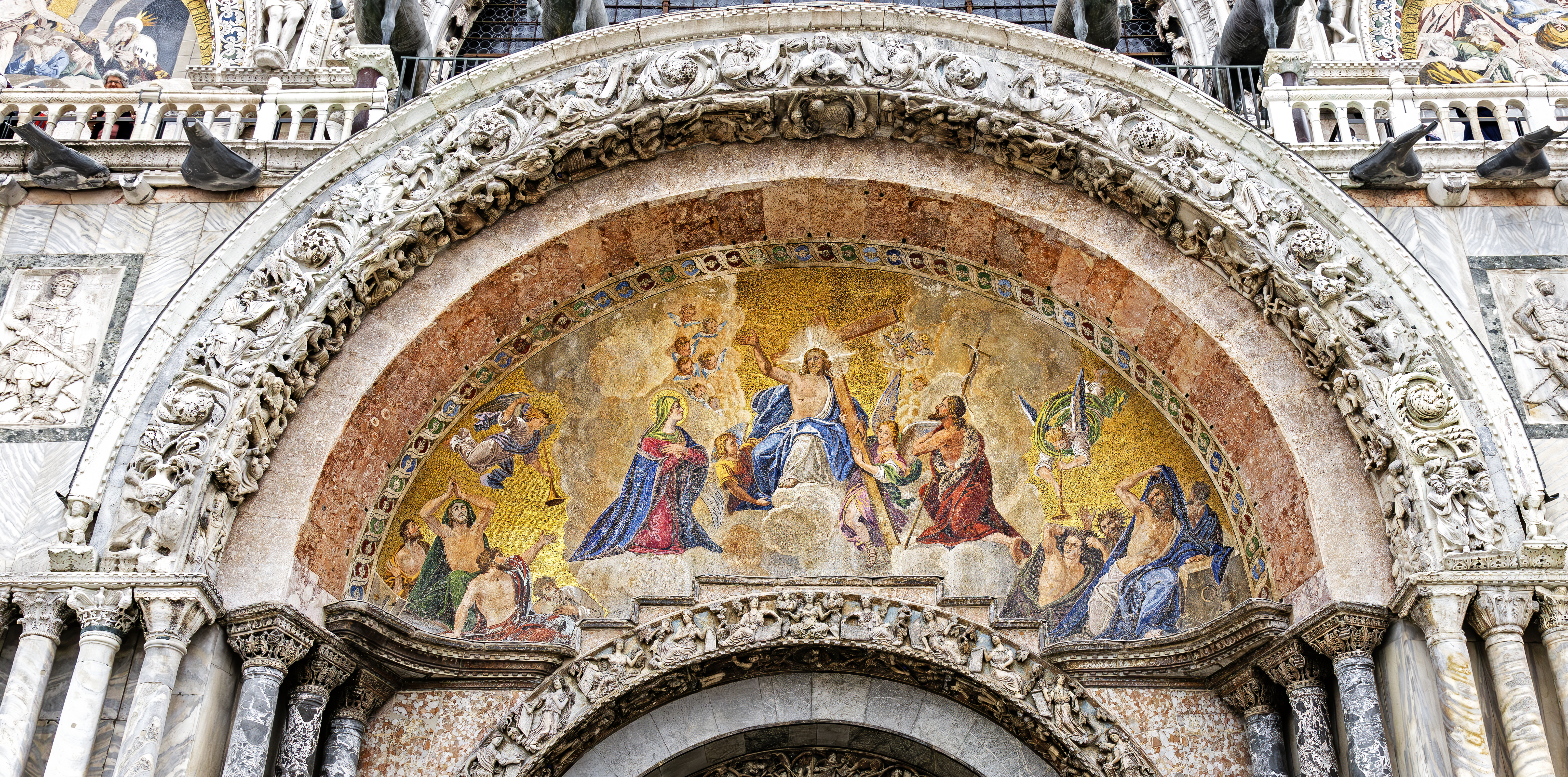
Il Giudizio Universale Lattanzio Querena
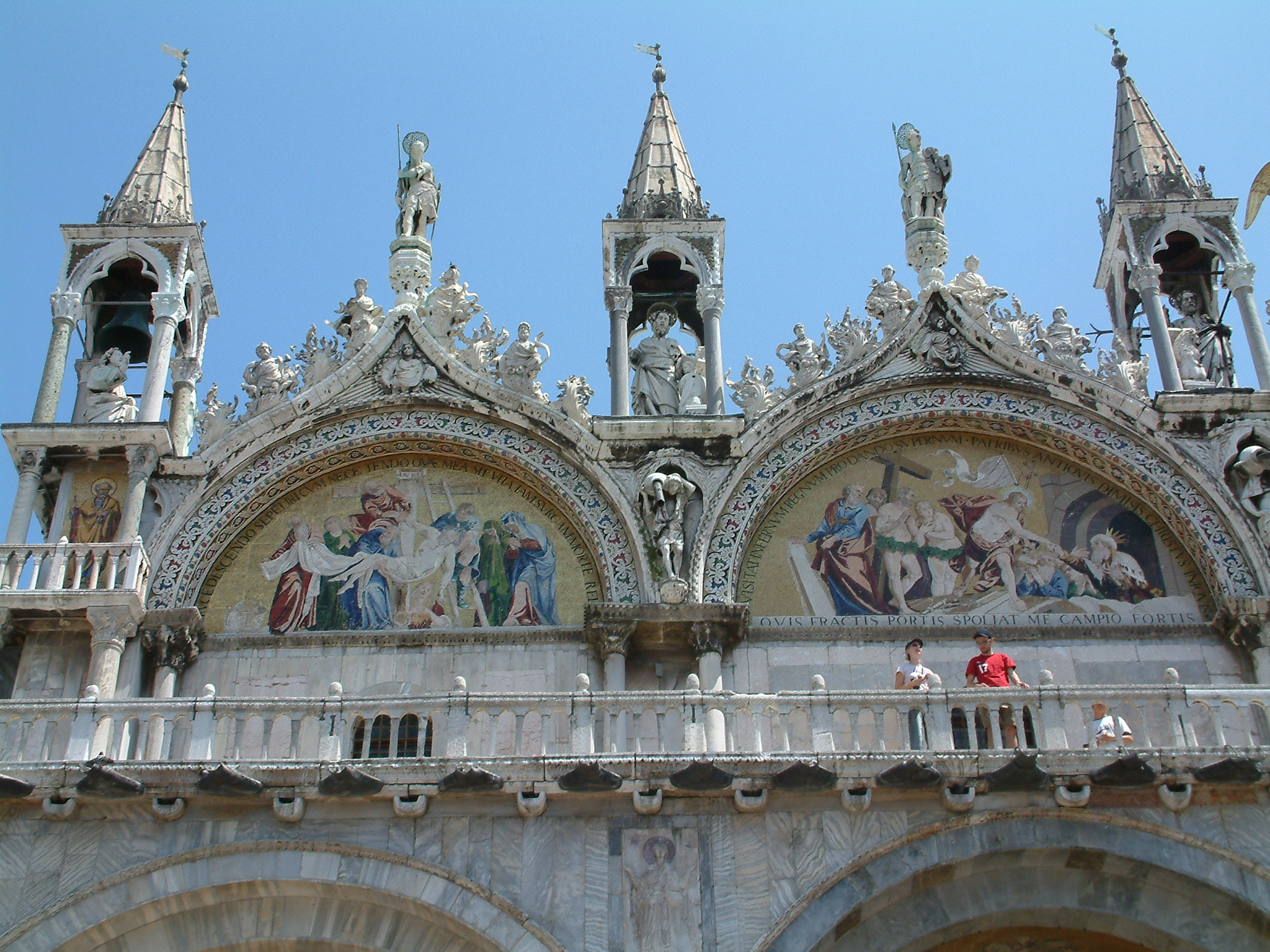
Mosaici dell'ordine superiore
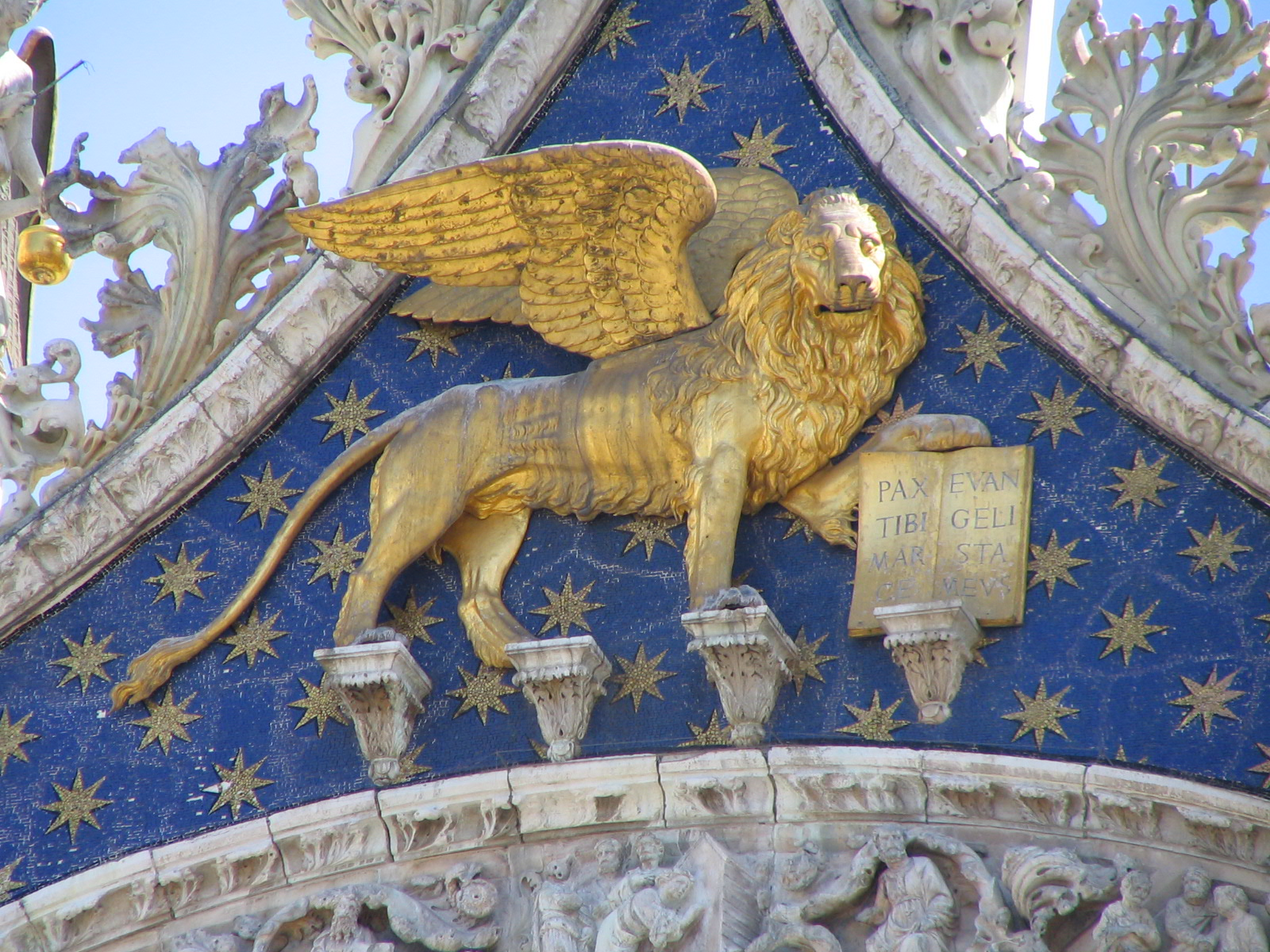
Il Leone di san Marco
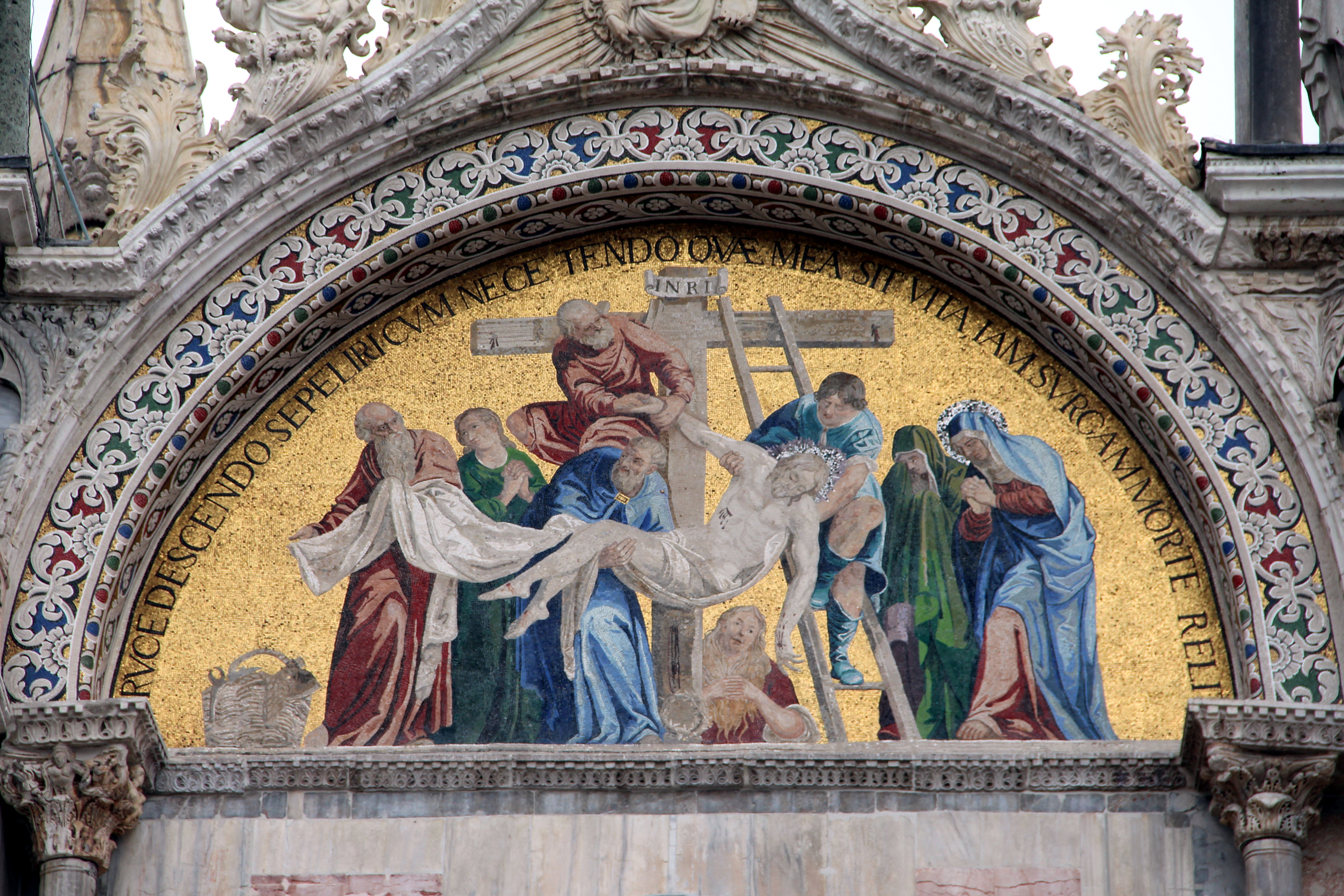
La Discesa dalla Croce che orna la lunetta del registro superiore del portale Saint-Alipe della Basilica di San Marco.

#### Quadriga

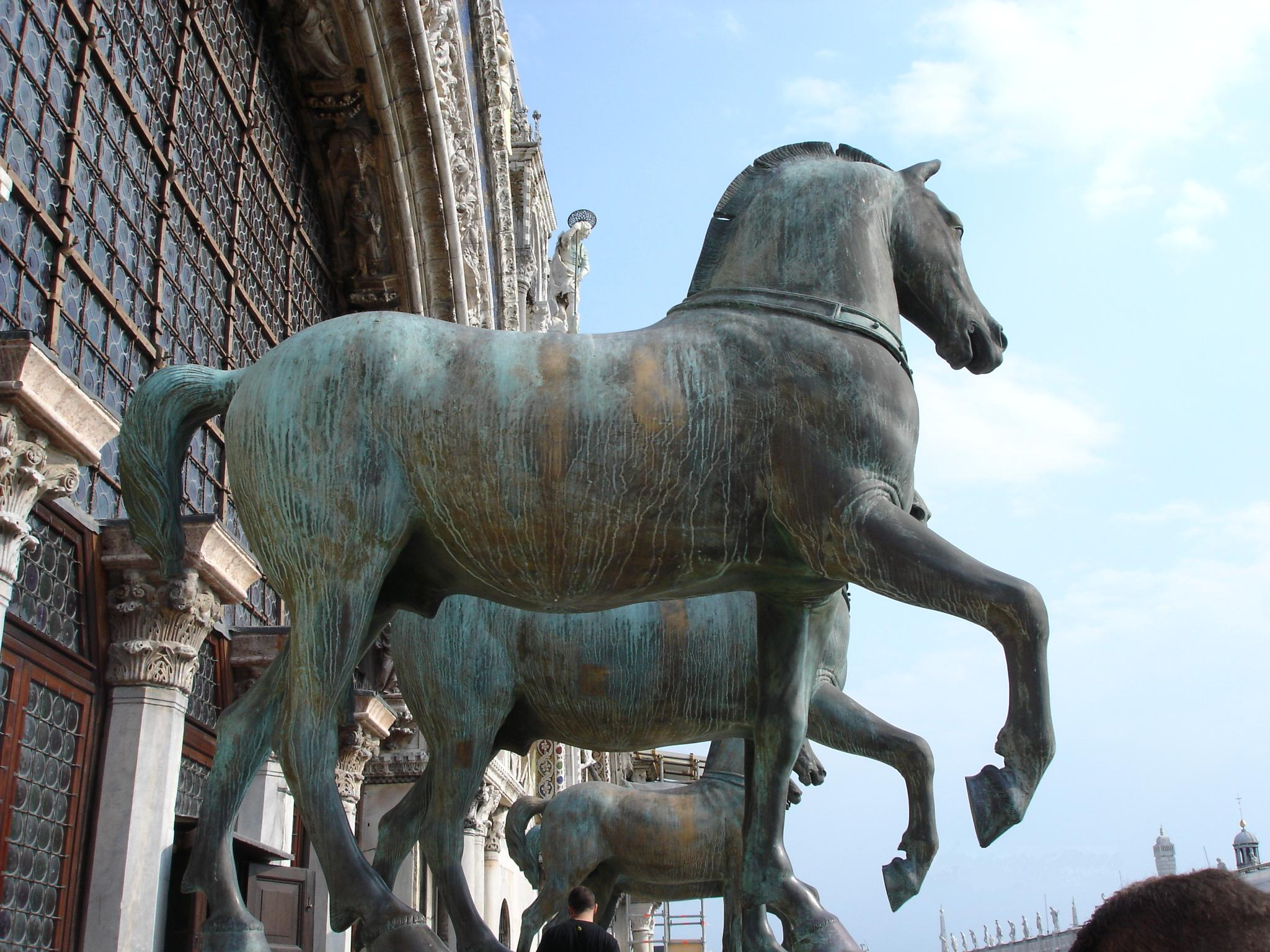
Le copie della Quadriga

Tra le opere d'arte provenienti da Costantinopoli, la più celebre è rappresentata dai famosi cavalli di bronzo dorato e argentato, di incerta origine, che furono razziati dai Veneziani, durante la IV crociata dall'Ippodromo di Costantinopoli, la capitale dell'Impero romano d'Oriente e posti sopra il portale centrale della basilica. Delle molte quadrighe che ornavano gli archi trionfali dell'antichità, questa è l'unico esemplare al mondo rimasto. Dopo il lungo restauro cominciato nel 1977, i cavalli di San Marco sono conservati nel Museo di San Marco all'interno della basilica, sostituiti sulla balconata da copie.

#### Pilastri acritani
Da piazza San Marco dirigendosi verso il portale di Palazzo Ducale, si vedono sulla sinistra due alti pilastri quadrangolari detti "acritani" riccamente decorati, poco distanti dalla facciata meridionale della basilica. Essi fiancheggiano la via d'accesso al Battistero e probabilmente furono collocati in questo luogo intorno alla metà del XIII sec. I pilastri sono ben visibili anche dalla riva, come monumenti trionfali delle vittorie della Repubblica di Venezia nelle guerre dell'oriente (portati dall'oriente come bottino di guerra). La loro dislocazione nel panorama della Piazzetta, che appare priva di una funzione precisa, deriva dall'effettiva sovrabbondanza di manufatti di pregio accumulati dai veneziani durante le diverse guerre che la videro coinvolta nel corso dei secoli, che riconoscendone il valore ma non avendo più spazi vuoti all'interno o sulla facciata della basilica decisero di posizionarli li dove oggi si possono ammirare. Il nome deriverebbe dalla leggenda, nota secoli dopo il loro arrivo a Venezia, che vorrebbe i due pilastri fossero stati portati a Venezia, insieme con la Pietra del Bando, dopo la caduta di Acri nel 1258. Ma da un nuovo studio sulle fonti dell'epoca contemporanea alla caduta di Acri, risulta che né i Pilastri né la Pietra del Bando sono mai menzionati. Riferimenti all'appartenenza dei Pilastri dopo la conquista di Acri, si trovano invece solo in opere storiche molto tarde, cioè del XVI e XVII secolo, cioè un'epoca ben successiva agli avvenimenti. Questo, fino a pochi anni fa, ha suscitato abbastanza dubbi e perplessità sull'origine della loro provenienza, poiché anche dallo studio dei due pilastri non si riuscì a trovare alcun elemento significativo che permettesse d'individuare un luogo di origine. Nel 1960 durante i grandi lavori per la costruzione di nuove arterie urbane ad Istanbul, nel quartiere di Sarachane, grandi blocchi di marmo che formavano i coronamenti di nicchie furono riportati alla luce, insieme a frammenti di un'iscrizione monumentale che correva lungo una volta intorno agli archi delle nicchie. Questo fece riconoscere in quell'iscrizione parti di un'epigramma dedicatorio alla chiesa di San Poliecto. Da questi scavi fu ritrovato, durante la prima campagna archeologica, un grande capitello di pilastro, che in base alla forma, le dimensioni e gran parte della decorazione corrispondeva a quelli dei pilastri Acritani a Venezia. Finemente lavorati, essi presentano motivi sasanidi come palmette alate, pavoni, uva, eseguiti con chiarezza distributiva e precisione magistrale; rappresentano una delle prime evidenze dell'introduzione di decorazioni orientaleggianti nel panorama artistico occidentale.
Presso l'angolo verso la piazza è la pietra del bando, tronco di colonna in porfido proveniente dalla Siria, da cui il commandador della Repubblica leggeva le leggi e i bandi alla cittadinanza. La pietra fu spezzata dalle macerie del campanile nel 1902.

#### Tetrarchi
Opera databile verso la fine del III secolo, trasferita a Venezia dopo il saccheggio di Costantinopoli del 1204. Raffigura, in un blocco di porfido rosso dell'altezza di circa 130 cm, le figure dei "tetrarchi", ovvero i due cesari e i due augusti (un cesare e un augusto per ognuna delle parti in cui l'impero romano venne suddiviso dall'imperatore Diocleziano con la sua riforma). Tra gli storici dell'arte è ancora in corso il dibattito in merito a quale delle due tetrarchie si riferisca la scultura.
Una leggenda popolare vuole invece che questa scultura sia quella di quattro ladroni sorpresi dal Santo della basilica intenti a rubare il suo tesoro custodito all'interno e che furono da esso pietrificati e successivamente murati di fianco alla Porta della Carta dai veneziani, proprio all'angolo del Tesoro.

### Nartece

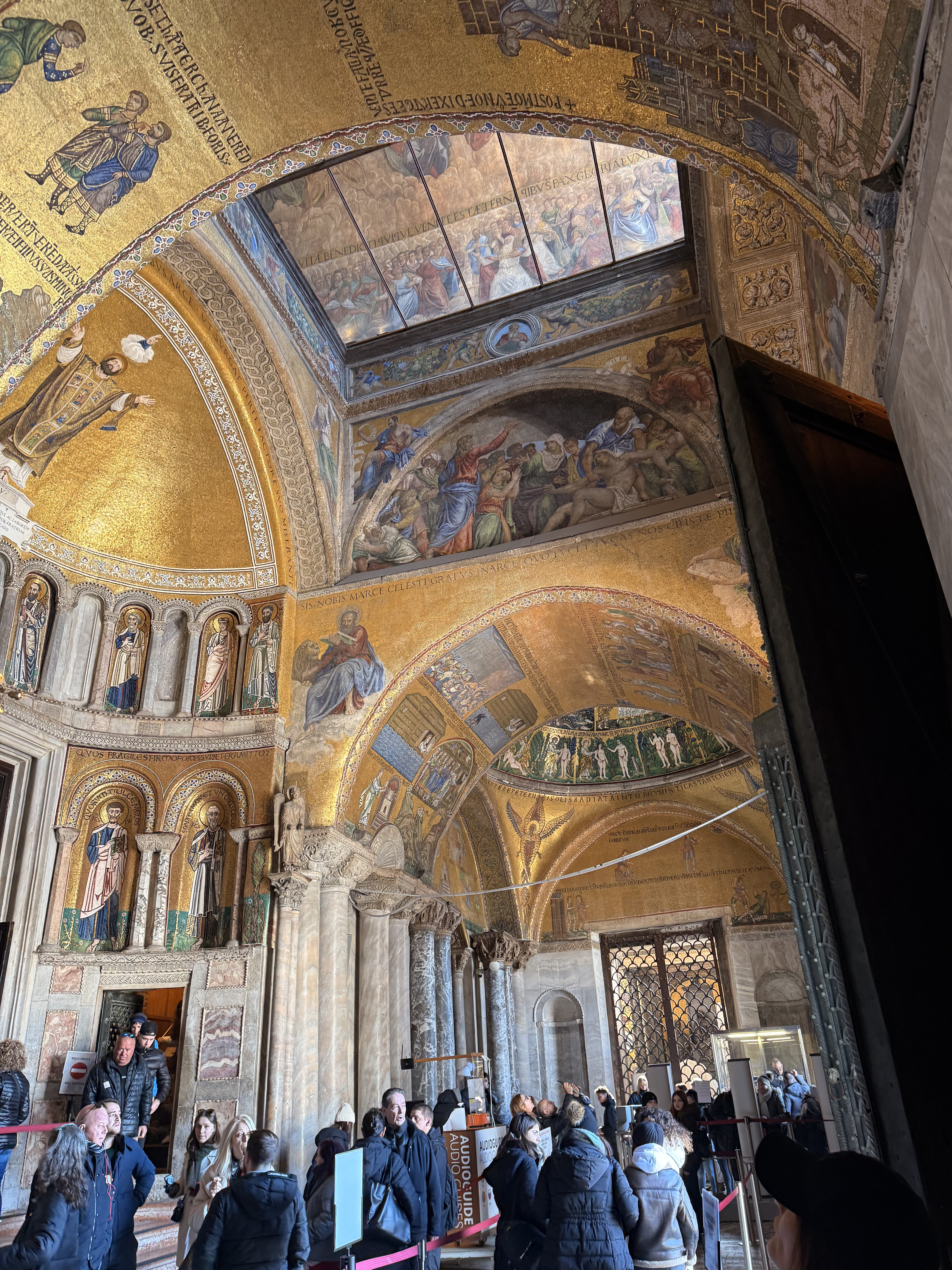
Il nartece

Il nartece con la sua luce smorzata prepara il visitatore all'atmosfera soffusa dell'interno dorato, come l'Antico Testamento rappresentato dai mosaici delle cupole che preparano al Vangelo raffigurato in basilica. I soggetti principali sono la Genesi e l'Esodo con gli episodi della Creazione e le vicende di Noè, Abramo, Giuseppe, Mosè. L'atrio si compone di due ambienti, in quanto Battistero e Cappella Zen furono ottenuti chiudendone il lato sud. I mosaici dell'atrio comprendono tra l'altro sei cupolini: Creazione, Abramo, tre cupolini di Giuseppe e cupolino di Mosè. I mosaici dei cupolini "segnano" il tempo dell'attesa della venuta di Gesù, seguendo il filo che individua le fasi della storia della salvezza, dopo le cadute degli uomini, prima del suo compimento in Cristo, la cui vita e i cui misteri sono celebrati nei mosaici interni della basilica. Nel cupolino di Abramo il protagonista è raffigurato quattro volte a colloquio con Dio, rappresentato da una mano che esce da uno spicchio di cielo. Nel cupolino di Mosè egli, salvato dal Nilo, diventa salvatore del suo popolo lungo il deserto e attraverso il mar Rosso verso la terra promessa.
Nella cupola della Creazione sono presenti ventisei scene che incominciano con la creazione del cielo e della terra. Non comune è la scena della benedizione del settimo giorno" con Dio in trono circondato dai sei angeli dei primi sei giorni. Seguono la creazione di Eva dalla costola di Adamo, la tentazione del serpente, la cacciata dal Paradiso Terrestre, e gli altri episodi caratteristici del Libro. I mosaici dei primi tre cupolini furono realizzati tra il 1220 e il 1240. Dopo una lunga interruzione di lavori, dovuta all'impiego delle squadre di mosaicisti veneziani nella chiesa di San Salvador, il cantiere fu riaperto con la decorazione delle ultime cupole intorno al 1260-1270.
Accanto al portale che immette alla chiesa si aprono alcune nicchie nelle quali sono accolti mosaici che rappresentano la Theotókos, gli Apostoli e, nel registro inferiore, gli Evangelisti. Questi mosaici fanno parte della prima campagna decorativa della chiesa, quella che include anche il mosaico con i quattro protettori della città nell'abside (San Pietro, San Nicola, San Marco e Sant'Ermagora) e i lacerti di Deposizione ritrovati sul tetrapilo di sud-est del presbiterio, tutti risalenti all'ultimo quarto dell'XI secolo, cioè al periodo del doge Domenico Selvo. Le figure della Theotokos e degli Apostoli sembrano appartenere a un atelier bizantino, mentre quelle degli Evangelisti (forse di poco successive) presentano caratteri che li avvicinano allo stile di maestranze venete. Il linguaggio è assimilabile a quello bizantino di provincia, che ha il suo esito più alto nei mosaici della chiesa della Neà Monì di Chio.

### Interno

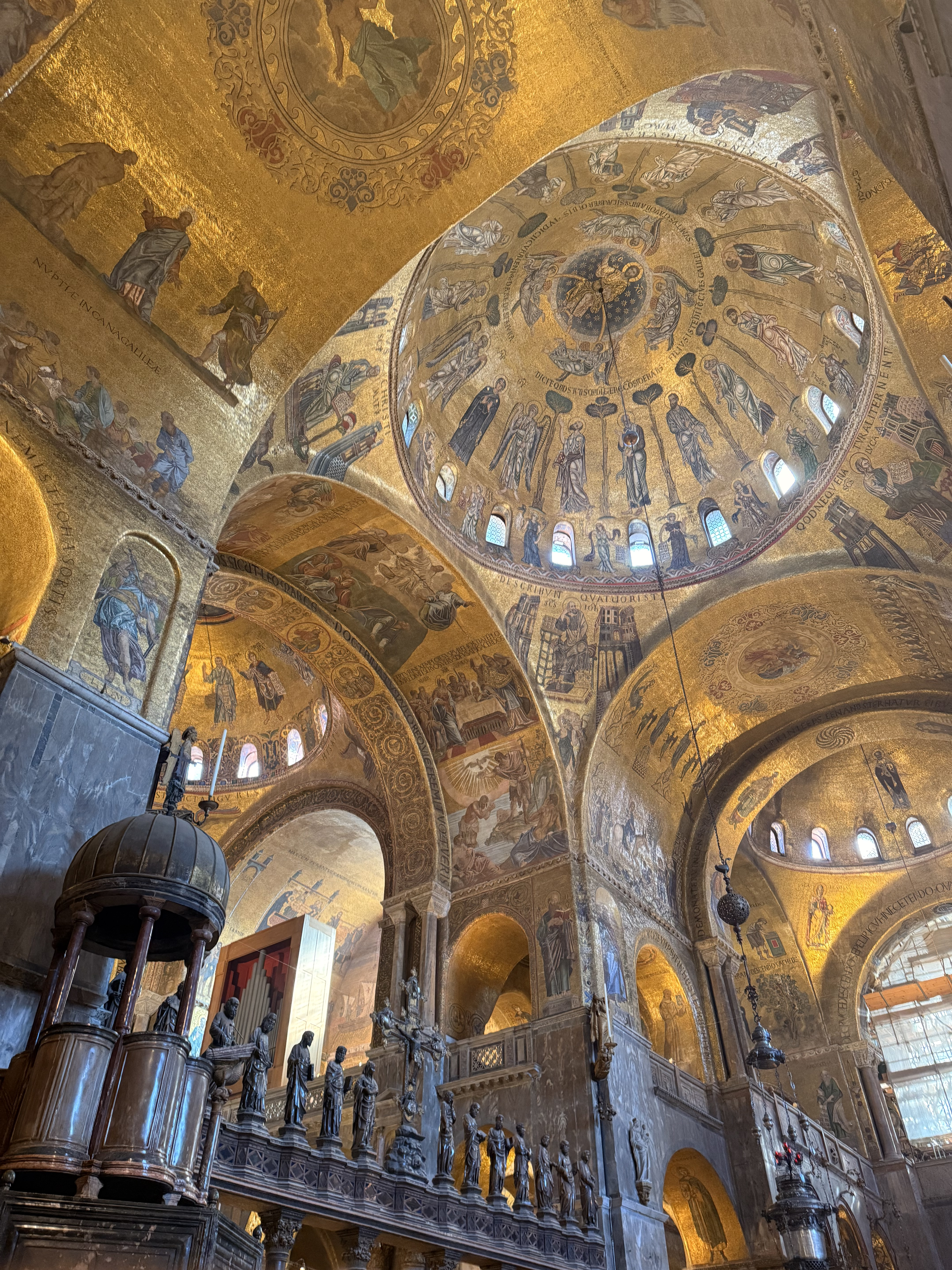
L'interno

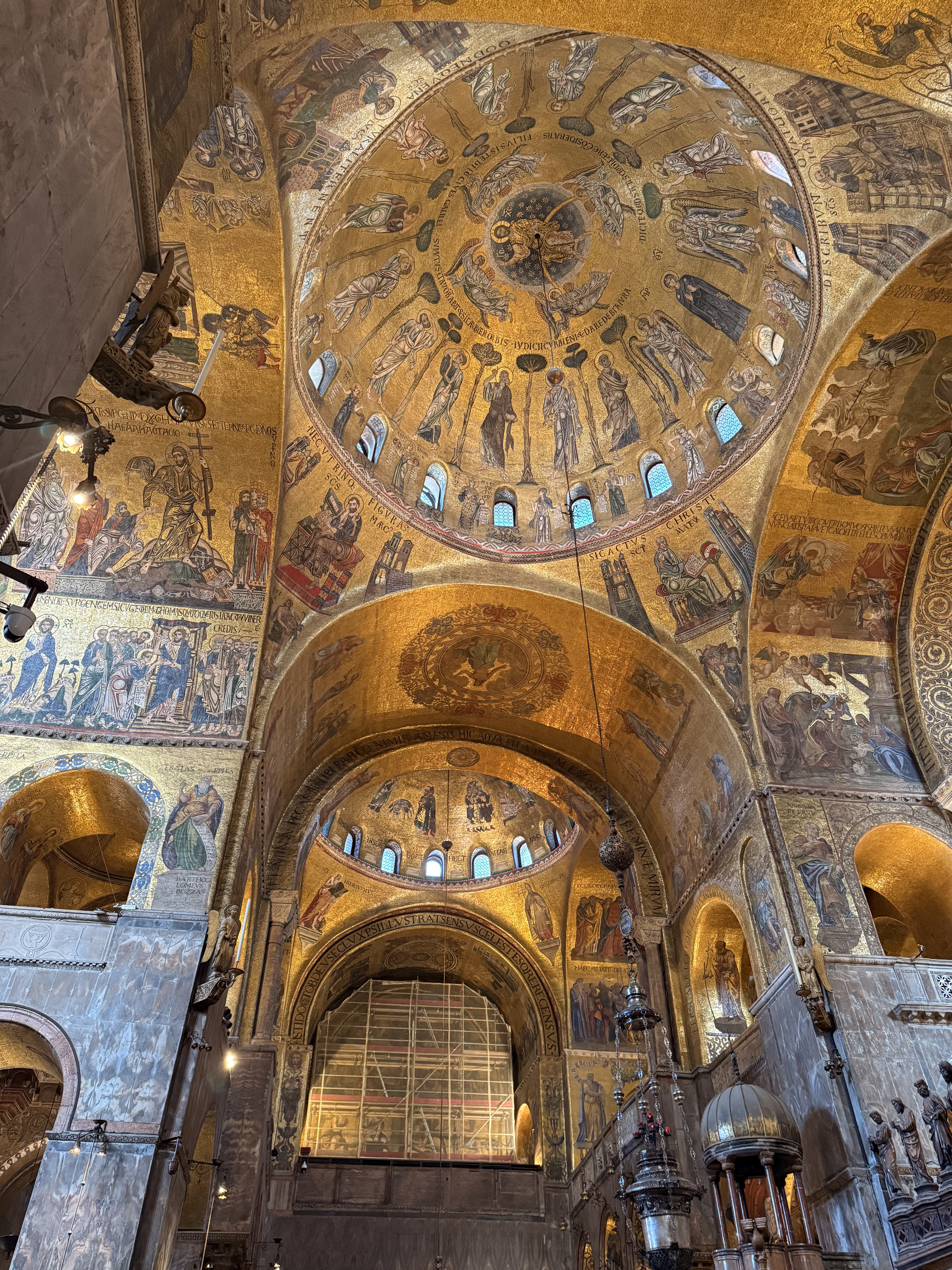
La cupola

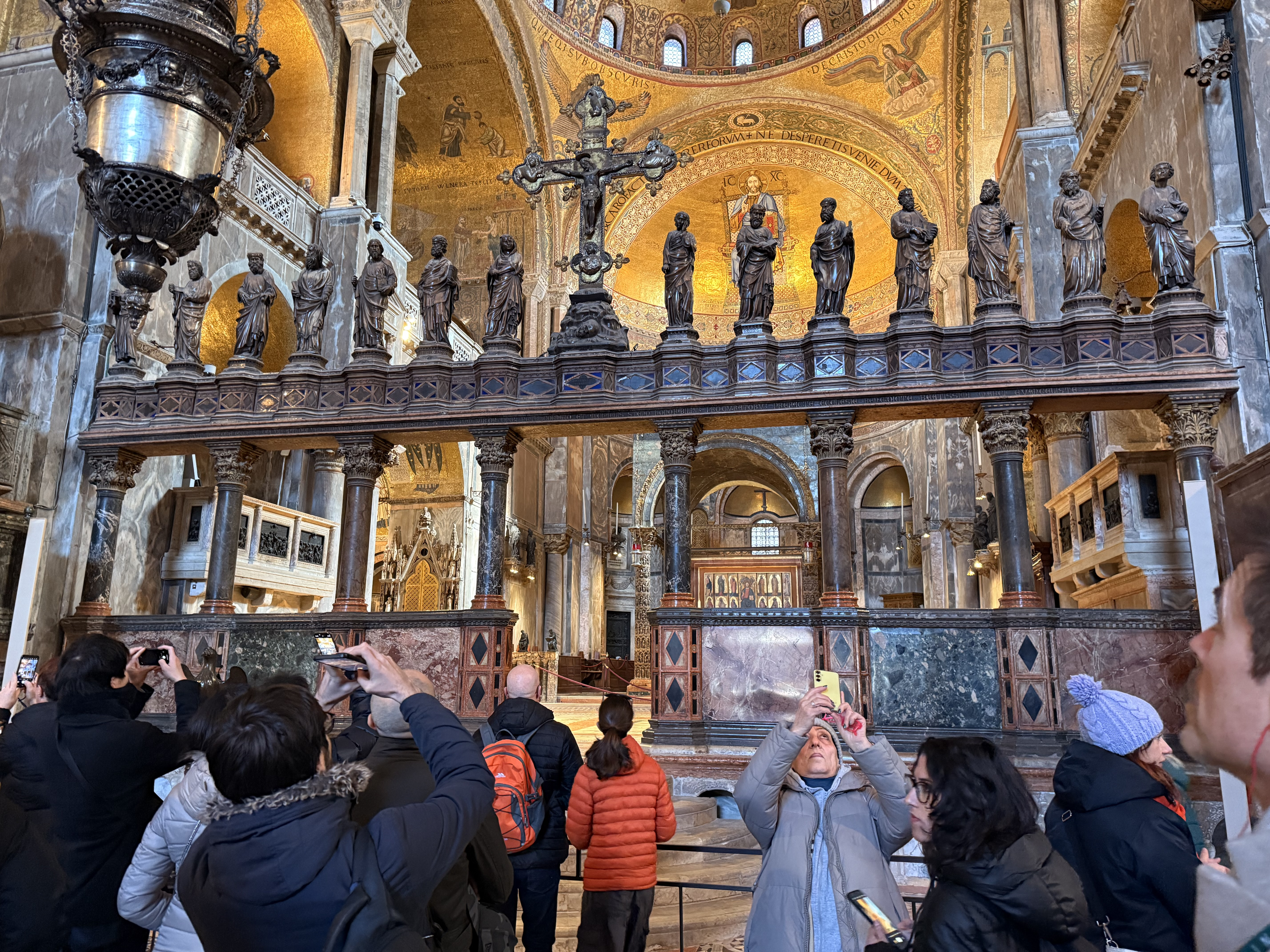
L'iconostasi

La pianta della basilica è a croce greca, sebbene il braccio longitudinale sia leggermente più esteso, con cinque cupole distribuite al centro e lungo gli assi della croce e raccordate da arconi (come nella chiesa dei Santi Apostoli dell'epoca di Giustiniano, modello evidente per la basilica veneziana). Le navate, tre per braccio, sono divise da colonnati che confluiscono verso i massicci pilastri che sostengono le cupole; non sono realizzati come blocco unico di muratura ma articolati a loro volta come il modulo principale: quattro supporti ai vertici di un quadrato, settori di raccordo voltati e parte centrale con cupoletta.
Le pareti esterne e interne sono invece sottili, per alleggerire il peso dell'edificio sul delicato suolo veneziano, e sembrano quasi diaframmi tesi tra pilastro e pilastro, a reggere la balaustra dei matronei; non hanno una funzione di sostegno, solo di tamponamento. Pareti e pilastri sono completamente rivestiti, nel registro inferiore, con lastre di marmi policromi. Il pavimento ha un rivestimento marmoreo disegnato con moduli geometrici e figure di animali mediante le tecniche dell'opus sectile e dell'opus tessellatum; sebbene continuamente restaurato, conserva alcune parti originali del XII secolo. Il pavimento riflette motivi dell'iconografia classica, comuni nell'area alto-adriatica (ruote, quadrati, esagoni, ottagoni, cornici decorate a rombi, immagini di animali simbolici del cristianesimo medievale) con altri che risentono di influssi bizantini (le otto grandi lastre in marmo proconnesio del piedicroce e le altre dodici di marmo greco sotto la cupola dell'Ascensione).
Elementi di origine occidentale sono la cripta, che interrompe la ripetitività di una delle cinque unità spaziali, e la collocazione dell'altare, non al centro della struttura (come nei martyrion bizantini), ma nel presbiterio. Per questo i bracci non sono identici, ma sull'asse est-ovest hanno la navata centrale più ampia, creando così un asse longitudinale principale che convoglia lo sguardo verso l'altare maggiore, che custodisce le spoglie di San Marco. Dietro l'altare maggiore, rivolta verso l'abside, è esposta la Pala d'oro, che fa parte del Tesoro di San Marco.
Il gruppo di colonne istoriate che reggono il ciborio sopra l'altare maggiore, riproducono modelli paleocristiani, con citazioni anche ricalcate, sebbene magari ricontestualizzate o anche fraintese. Questo revival appositamente ricreato è da inquadrare nel desiderio di Venezia di riallacciarsi con l'epoca di Costantino assumendosi l'eredità dell'Imperii christiani dopo aver conquistato Costantinopoli. Il presbiterio è separato dal resto della basilica da un'iconostasi, ispirata alle chiese bizantine. È formata da otto colonne in marmo rosso broccatello e coronata da un alto Crocifisso e da statue di Pier Paolo e Jacobello dalle Masegne, capolavoro della scultura gotica (fine XIV secolo). Dal presbiterio si accede alla sagrestia e a una chiesetta del XV secolo dedicata a San Teodoro, realizzata da Giorgio Spavento, che ospita una Adorazione del Bambino di Giambattista Tiepolo. Degni di nota anche i pilastri a ridosso del portale, sui quali Sebastiano da Milano scolpì motivi vegetali.

#### Transetto destro
All'inizio del transetto destro, collegato al Palazzo Ducale, si trova l'ambone delle reliquie, da dove il neoeletto doge si mostrava ai veneziani. Nella navata sinistra si trovano la cappella di San Clemente e l'altare del Sacramento. Qui è il pilastro in cui fu ritrovato nel 1094 il corpo di San Marco, come raccontato negli interessanti mosaici della navata destra (da dove si entra negli ambienti del Tesoro di San Marco). Nei mosaici del ritrovamento del corpo del santo (XIII secolo), in due scene, viene mostrato l'interno della basilica e sono raffigurate la preghiera d'invocazione e quella di ringraziamento del doge, del patriarca con il suo clero, dei nobili e del popolo.

#### Transetto sinistro
All'inizio del transetto sinistro c'è invece l'ambone doppio per la lettura delle Scritture; seguono, nella navata destra, la cappella di San Pietro e la cappella della Madonna Nicopeia, un'icona bizantina giunta a Venezia dopo la Quarta Crociata e oggetto di devozione. Sul lato nord ci sono gli ingressi alla cappella di Sant'Isidoro di Chio e alla cappella Mascoli.

### Mosaici

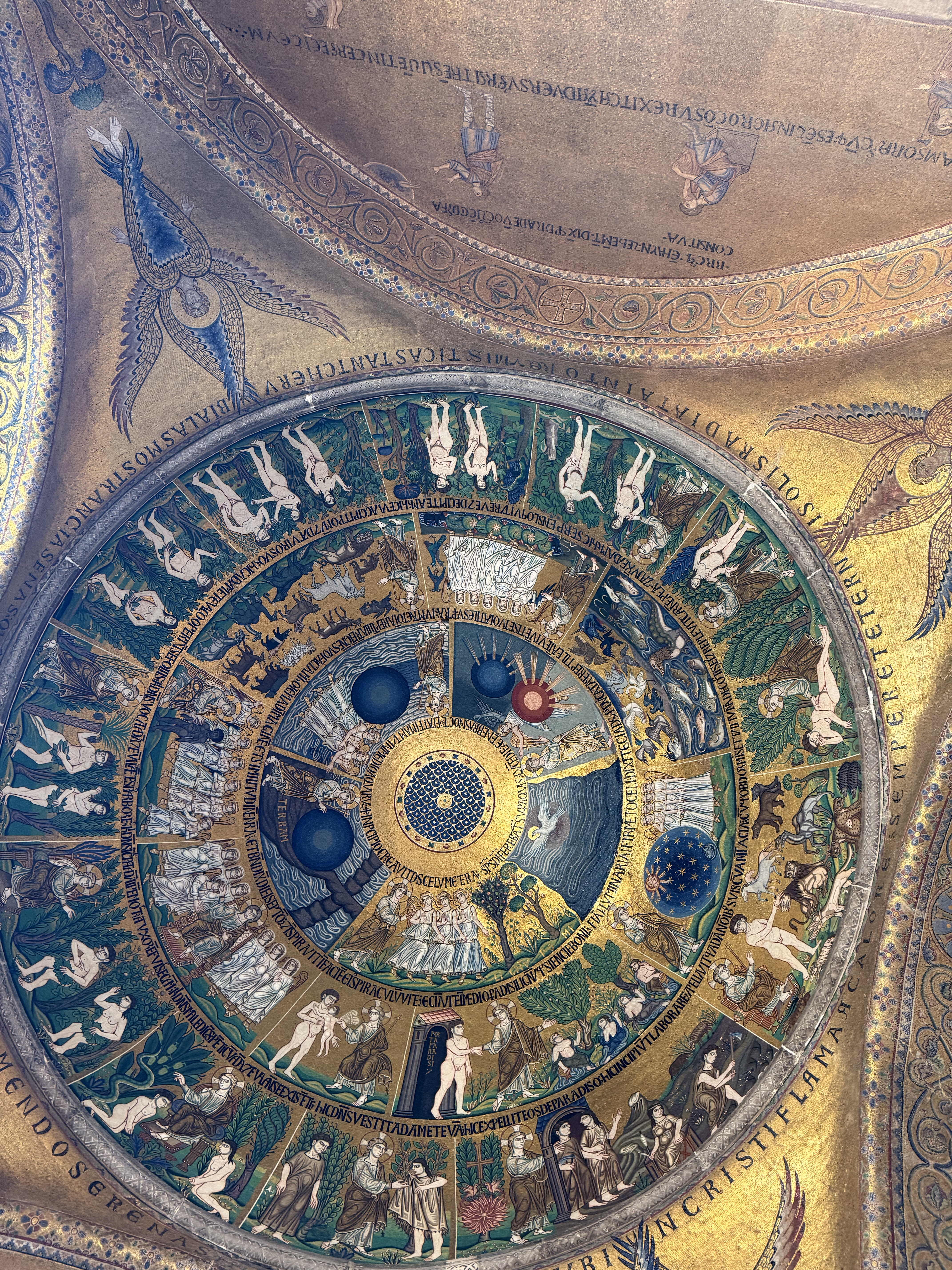
La Cupola della Creazione

La decorazione musiva della basilica copre un arco di tempo molto ampio ed è probabilmente dettata da un programma iconografico coerentemente unitario.
I mosaici più antichi sono quelli dell'abside (Cristo pantocratore, rifatto però nel XVI secolo, e figure di santi e apostoli) e dell'ingresso (Apostoli ed Evangelisti, di cui si è detto sopra), realizzati alla fine dell'XI secolo da artisti greci e veneziani, e che mostrano affinità ai mosaici, per esempio, della Cattedrale Ursiana di Ravenna (1112) o a quelli degli Apostoli nell'abside della Cattedrale di San Giusto a Trieste.
Gli Apostoli con la Theotokos e gli Evangelisti probabilmente decoravano l'ingresso centrale alla basilica ancora prima della costruzione del nartece. I restanti mosaici dell'edificio vennero aggiunti nella seconda grande campagna decorativa a partire dalla seconda metà del XII secolo, da artisti bizantini e veneziani.
L'atrio presenta Storie dell'Antico testamento, le tre cupole sull'asse longitudinale apoteosi divine e cristologiche, gli arconi relativi presentano episodi dei Vangeli, le cupole laterali storie di santi.
La Cupola della Pentecoste (la prima a ovest) venne realizzata entro la fine del XII secolo, forse riproducendo le miniature bizantine di un manoscritto della corte bizantina. La cupola centrale è detta dell'Ascensione, mentre quella sopra l'altare maggiore dell'Emanuele, e furono decorate dopo quella della Pentecoste.
Successivamente ci si dedicò all'istoriazione della Cupoletta della Creazione dell'atrio (1220-1240 circa), seguendo fedelmente le illustrazioni della Bibbia Cotton (un altro revival paleocristiano). Sulle volte e i cupolini successivi si sviluppano le storie degli antichi patriarchi: Noè, Abramo, Giuseppe, Mosè. Il cupolino della Creazione è geometricamente scandito in tre fasce circolari concentriche attorno a una decorazione a scaglie dorate al centro. Il racconto è suddiviso in ventisei scene sopra le quali corre il testo biblico in latino che comincia con le parole: "In principio Dio creò il cielo e la terra. Lo Spirito di Dio aleggiava sulle acque". Seguono in successione le giornate della creazione, in ognuna delle quali è presente la figura di Dio creatore, identificata - secondo l'iconografia orientale - nel Cristo giovane dall'aureola crociata e dalla croce astile, Parola vivente del Padre, e con lui, fin dall'origine, creatore dell'universo, come si legge all'inizio del Vangelo di Giovanni.
Il transetto nord, realizzato in seguito, ha la cupola dedicata a San Giovanni Evangelista e Storie della Vergine negli arconi. Quello sud presenta la cupola di San Leonardo (con altri santi) e, sopra la navata destra, Fatti della vita di San Marco. In queste opere e in quelle coeve della tribuna gli artisti veneziani introdussero sempre maggiori elementi occidentali, derivati dall'arte romanica e gotica.
Più tardi sono i mosaici delle cupolette di Giuseppe e di Mosè, nel lato nord dell'atrio, probabilmente della seconda metà del XIII secolo, dove si cercano effetti grandiosi con una riduzione delle scenografie architettoniche in funzione della narrazione. Altri notevoli mosaici decorano il Battistero, la Cappella Mascoli e la Cappella di Sant'Isidoro.
Le ultime decorazioni musive sono quelle della Cappella Zen (angolo sud dell'atrio), dove avrebbe operato di nuovo un maestro greco di notevole perizia.
Molti mosaici deteriorati furono in seguito rifatti mantenendo i soggetti originali. Alcuni dei cartoni furono realizzati da Michele Giambono, Paolo Uccello, Andrea del Castagno, Paolo Veronese, da Jacopo Tintoretto e dal figlio Domenico (questi dei due Robusti spesso realizzati da Lorenzo Ceccato) Tiziano e il Padovanino prepararono invece i cartoni per i mosaici della sagrestia.

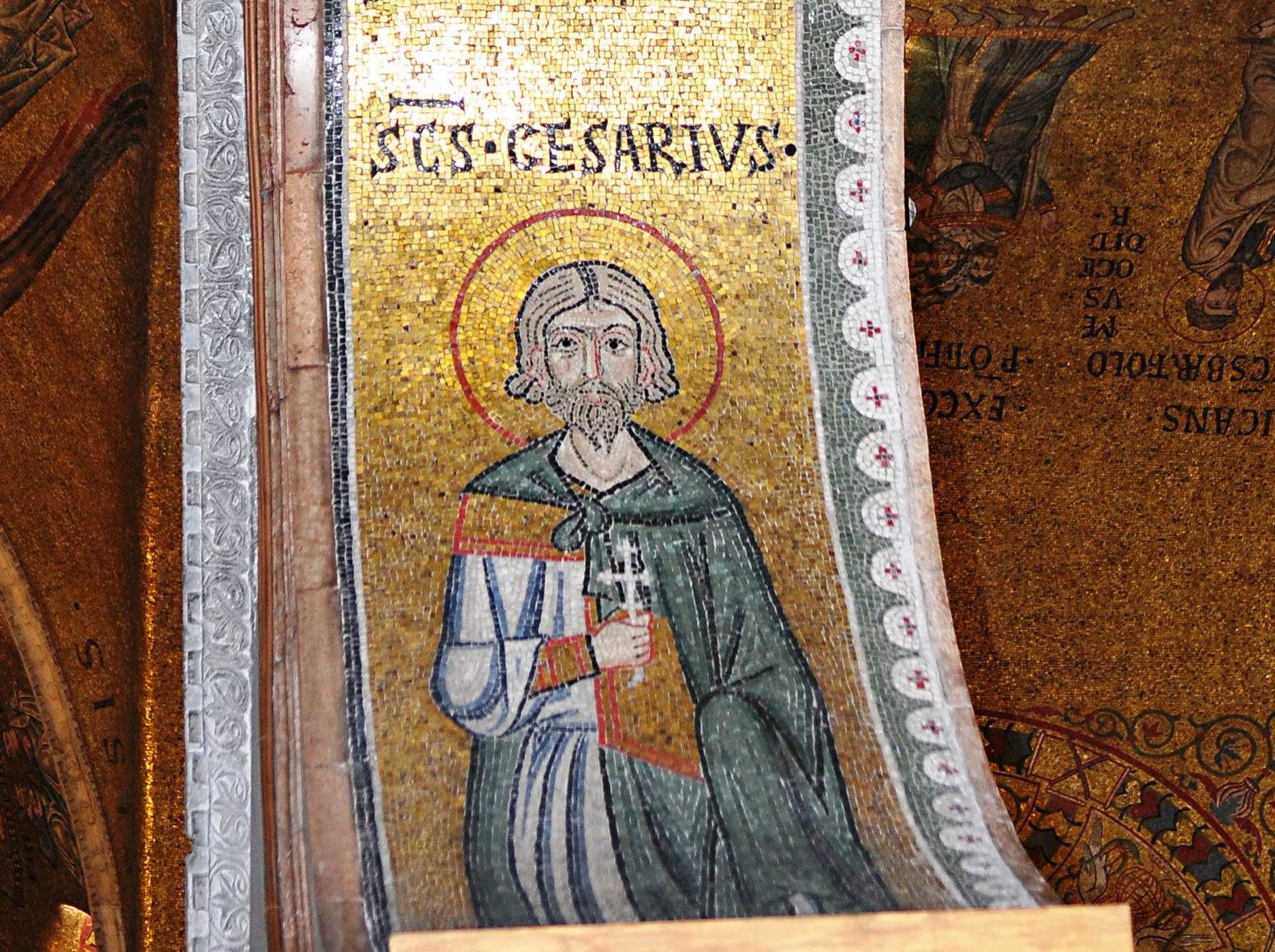
Mosaico "SANCTUS CESARIUS" (San Cesario diacono e martire di Terracina), sottarco inferiore della galleria sud

I mosaici del XII secolo sono di matrice greca e sono opera di artisti che, per comodità di riferimento, possono essere chiamati maestro dell'Emanuele, maestro dell'Ascensione, maestro della Pentecoste, affiancati da molti aiuti. Al primo si attribuiscono la cupola dell'Emanuele, l'emiciclo absidale, le cappelle laterali con le storie marciane, petriane e clementine e nei transetti i miracoli di Cristo. Al secondo le storie della Passione e l'Ascensione, le cupole laterali e il martirio degli Apostoli sulla volta e sul lunettone meridionali del piedicroce della basilica, al terzo infine la cupola della Pentecoste e probabilmente le due volte occidentali, ridecorate nel Rinascimento con l'Apocalisse di Giovanni e il Paradiso. Dopo il Duecento avviene una traduzione del linguaggio artistico musivo, passando "dal greco al latino", per opera di artisti come Paolo Veneziano. Tale traduzione si approfondisce nel ciclo della cappella di S. Isidoro e trova compimento sia per opera di Paolo Uccello, sia nella cappella dei Mascoli, verso la metà del Quattrocento, ove si registra la presenza di Andrea del Castagno.
I mosaici dell'interno, per lo più del XII secolo, si ispirano ai princìpi dell'arte bizantina. Il nucleo centrale, narrante la storia della salvezza cristiana, spazia dalle profezie messianiche alla seconda venuta (parusia) di Cristo giudice alla fine del mondo e ha i suoi punti focali nelle tre grandi cupole della navata principale: cupola del Presbiterio, dell'Ascensione e della Pentecoste. La sua lettura va fatta dal Presbiterio verso la facciata, da est a ovest, seguendo il corso del sole, al quale è simbolicamente associato Cristo che è il sole perpetuo per gli uomini.
Nella cupola del Presbiterio troviamo i profeti che, attorno a Maria annunciano i testi delle loro profezie. Vicino a Maria, in atteggiamento orante e in posizione centrale, Isaia, indicando il giovane imberbe al centro della cupola, pronuncia le parole: "Ecco, la Vergine concepirà e partorirà un figlio che sarà chiamato Emanuele, Dio con noi" (Libro di Isaia 7,14); e Davide, capostipite della discendenza regale di Israele, indossante le sontuose vesti dell'imperatore di Bisanzio, proclama la regalità del bambino che da lei nascerà "Il frutto delle tue viscere porrò sul mio trono" (salmo 132, 11). Lo stesso tema iconografico ritorna sulle pareti della navata centrale: dieci quadri in mosaico, magnifiche opere del XIII secolo (i pinakes), presentano, sulla parete destra, la Vergine, su quella sinistra, il Cristo Emanuele, circondati rispettivamente da quattro profeti.
Il compimento delle profezie ha inizio nelle scene raffiguranti l'annuncio dell'angelo a Maria e segue con l'adorazione dei Magi, la presentazione al tempio, il battesimo di Gesù nel fiume Giordano sulla volta sopra l'iconostasi (mosaici rifatti su cartoni di Jacopo Tintoretto).
Nei due transetti, sulle pareti e le volte, sono tradotti in numerose immagini gli atti di Gesù a conforto dei malati, dei sofferenti, dei peccatori.
Sulle volte sud e ovest sotto la cupola centrale sono riuniti i fatti conclusivi della vita di Gesù: l'ingresso a Gerusalemme, l'Ultima Cena, la lavanda dei piedi, il bacio di Giuda e la condanna di Pilato.
Il grande pannello dell'Orazione nell'orto è del XIII secolo. Al centro della basilica stanno le scene della Crocifissione e della Discesa agli inferi (anastasi, in greco) con la grande immagine di Cristo vittorioso sulla morte, nonché la raffigurazione della Resurrezione. Nella cupola dell'Ascensione nel cerchio stellato al centro c'è Cristo, seduto su un arcobaleno, portato verso l'alto da quattro angeli in volo. Al di sotto, fra splendidi alberi rappresentanti il mondo terreno, stanno i dodici Apostoli con la Vergine e due angeli. Tra le finestrelle, sedici figure femminili, danzanti, sono la personificazione di virtù e beatitudini: fra le tante presenti, si ricordano la fede, la giustizia, la pazienza, la misericordia e la carità incoronata in vesti regali con l'iscrizione in latino “madre di tutte le virtù”.

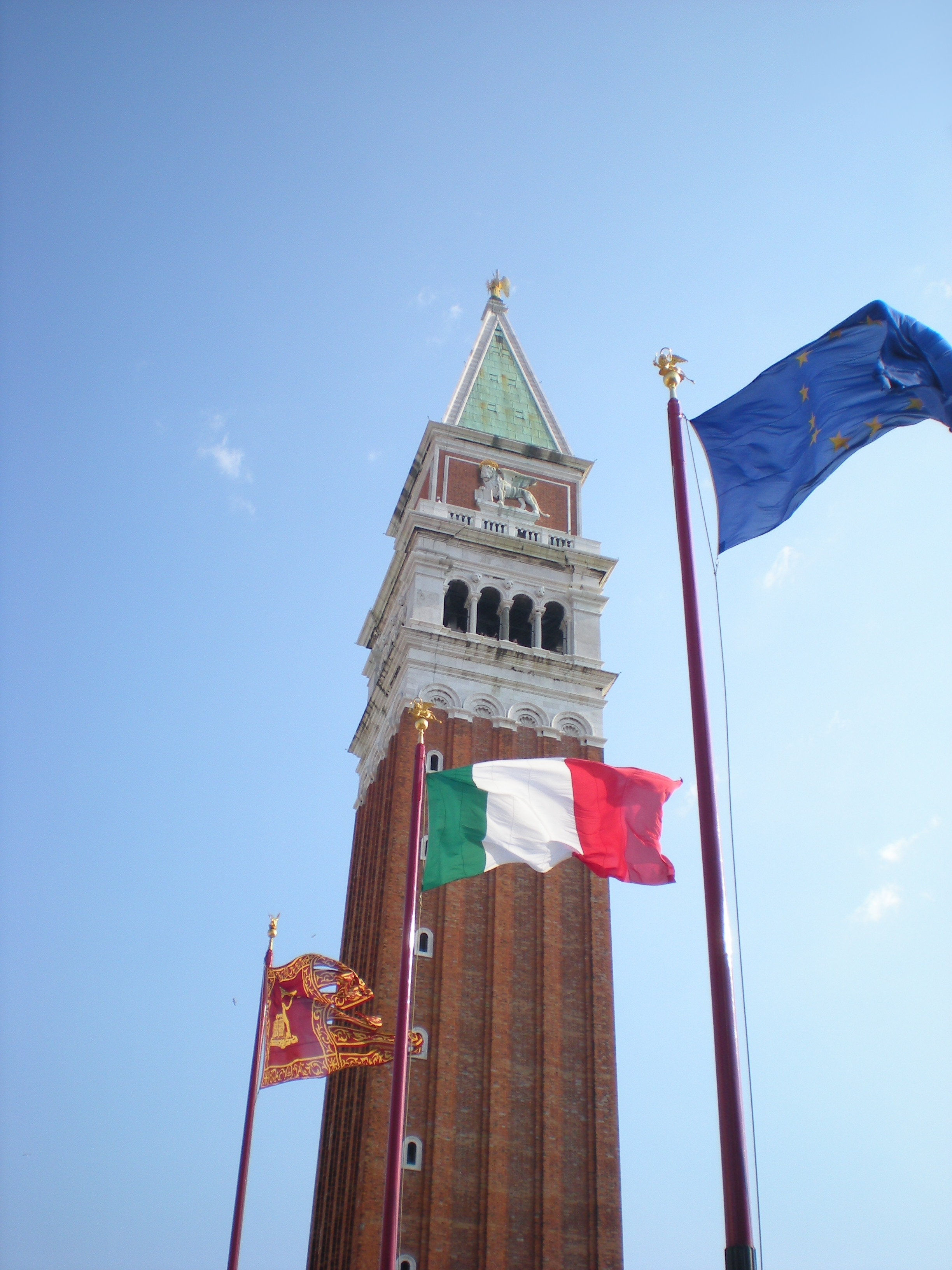
Il campanile di San Marco

La terza cupola è quella della Pentecoste dove lo Spirito Santo, al centro con l'etimasia, nel simbolo della colomba scende sotto forma di lingue di fuoco sugli apostoli. Alla base, tra le finestrelle, sono rappresentati gruppi di popoli che ascoltarono, ciascuno nella propria lingua, il messaggio cristiano. Al sommo della cupola, al centro di un nimbo costituito da cerchi concentrici, i simboli del trono, del libro e della colomba alludono al Padre assiso sul trono dei cieli, al Verbo la cui parola è condensata nel libro del Vangelo, allo Spirito Santo che inaugura la nuova fase della storia umana evocata con l'immagine della colomba che, recando il ramoscello d'ulivo, aveva annunciato la fine del diluvio e un futuro di vita e di pace.
Sulla controfacciata interna è presente il motivo iconografico bizantino della Deesis (Intercessione) nel quale San Marco sostituisce il tradizionale san Giovanni Battista. Nella navata destra del presbiterio un mosaico bizantineggiante del XII secolo rappresenta il trafugamento del corpo di San Marco da Alessandria d'Egitto a Venezia.
Sono rappresentati i veneziani Tribuno e Rustico, assistiti dai loro complici alessandrini, che pongono il corpo del santo in una cassa; il trasporto di questa al grido kanzir ("carne porcina” in arabo); il ribrezzo dei doganieri musulmani per la merce immonda, il naviglio che lascia Alessandria; la burrasca in mare presso l'estuario; l'accoglienza festosa a Venezia. Il Cristo Pantocratore nel presbiterio sta al centro di un trono gemmato, con la mano destra alzata in segno di benedizione e la sinistra che tiene il Libro aperto, ornato di pietre preziose che simboleggiano lo straordinario valore spirituale ed escatologico del suo annuncio. Attorno quattro evangelisti scrivono l'inizio del proprio Vangelo. Al di sotto si trova la Vergine Maria, orante, e ai suoi lati due donatori: il doge Ordelaffo Falier e l'imperatrice bizantina Irene d'Atene.
In un sottarco inferiore della galleria sud, vi è la raffigurazione di "SANCTUS CESARIUS", San Cesario, diacono e martire di Terracina - il santo tutelare degli imperatori romani, invocato contro gli annegamenti e le inondazioni - e del suo compagno di martirio "SANCTUS IULIANUS", San Giuliano presbitero e martire.
Tutte le scene musive, immerse nell'oro che, secondo la tradizione orientale è simbolo della luce divina, sono completate da iscrizioni in lingua latina: brani biblici, puntualmente trascritti o ripresi in forma riassuntiva dalla Vulgata di san Girolamo, oppure bellissime preghiere e invocazioni in forma poetica medievale. Le varie scene musive hanno esplicazioni in versi leonini. Tali iscrizioni sono presenti anche nell'atrio.
Sopra la figura dell'etimasia, la preparazione del trono per il Giudizio Universale, tra due cherubini e due arcangeli. Ai lati della composizione centrale stanno, in successione gerarchica dal basso verso l'alto, dodici profeti, dodici apostoli, dodici arcangeli. Al di sopra, tra diaconi che spargono incenso, sono raffigurate le feste della chiesa bizantina. Sul pavimento della basilica sono raffigurati a mosaico vari animali, tratti dai bestiari medievali, tra cui il pavone simbolo cristiano di immortalità.
I meravigliosi mosaici policromi del XII secolo che ricoprono il pavimento della Basilica presentano due tecniche diverse: l'opus tessellatum, che utilizza tessere di dimensioni diverse ma tagliate con regolarità, e l'opus sectile, assemblaggio di minuscoli frammenti irregolari di pietre differenti, utilizzati soprattutto per i motivi geometrici e a carattere zoomorfo.
Interessanti anche i mosaici dell'antibattistero e del battistero, eseguiti nel XIV secolo.
Nel 2017 è stato comunicato il completamento dei rilievi ortofotografici e fotogrammetrici di tutte le superfici della basilica affrescate da mosaici. La tecnica utilizzata permette di realizzare immagini 2D e 3D ad alta risoluzione, che sono navigabili in maniera performante e secondo un piano di luce continua, privo di zone d'ombra.

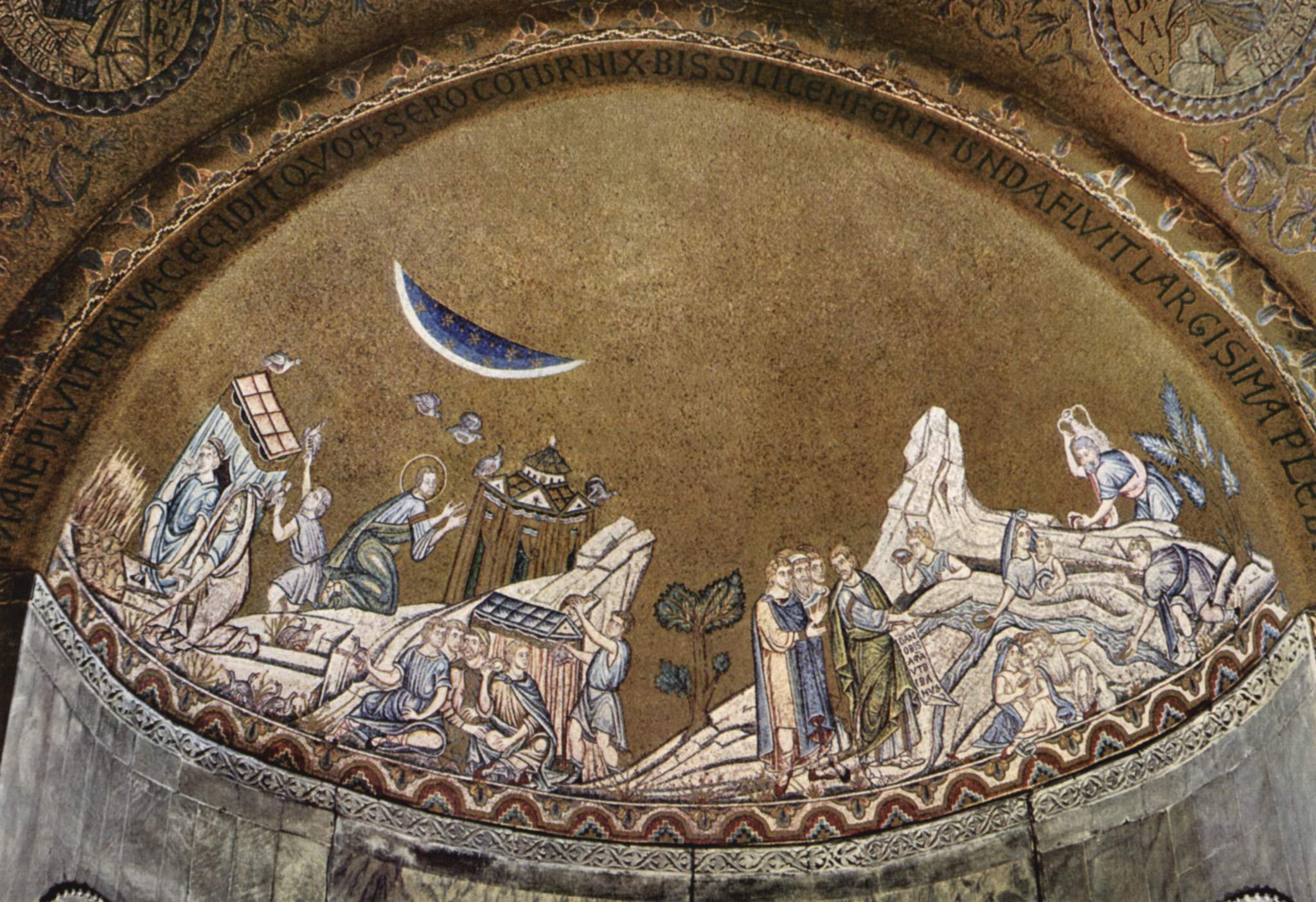
Mosaico con Episodi dell'Esodo

## Campane
Nel 1819/20 il fonditore Domenico Canciani Dalla Venezia fuse un nuovo concerto, composto da 5 campane, con i resti delle vecchie campane (tra le quali la maggiore, del peso di oltre 40 quintali); di questo concerto, nel crollo del 1902, si salvò solo la campana maggiore, erede della famosa Marangona. Le campane spezzatesi durante il crollo del campanile furono invece rifuse, riutilizzando i cocci delle vecchie 4 campane per fonderne le nuove. Queste nuove campane vennero donate da papa Pio X. Il nuovo concerto, realizzato dai fonditori Barigozzi di Milano nel 1909 in una fonderia costruita appositamente sull'isola di Sant'Elena, è composto di cinque campane, i cui nomi sono legati alle occasioni in cui venivano anticamente utilizzate:

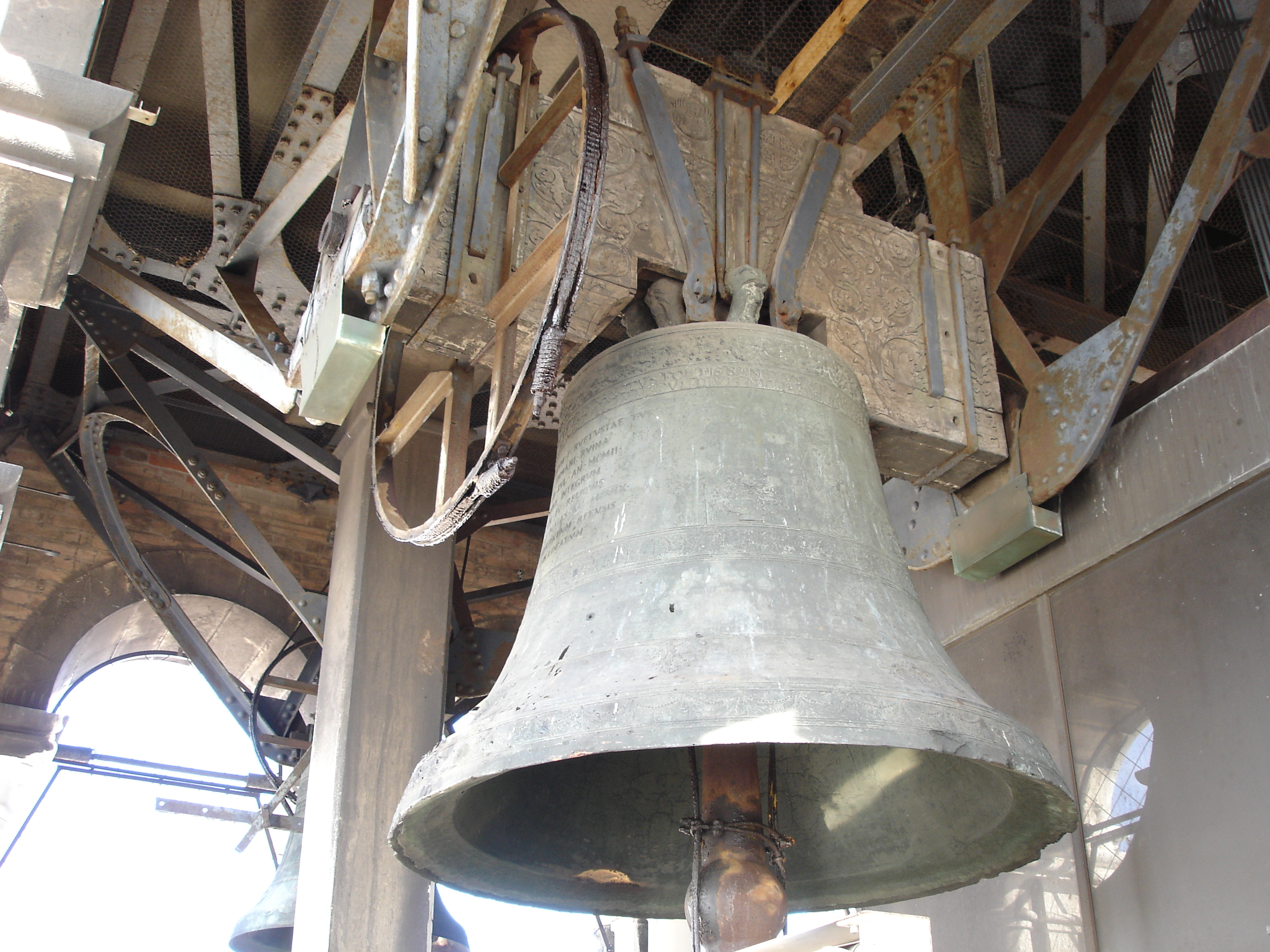
La Marangona.

- Marangona o Carpentiera o Campanon (prima), nota La2, fusa da Domenico Canciani nel 1819-1820, diametro di 180 cm; peso di 36,25 quintali;
è la campana maggiore e l'unica ad essersi salvata dal crollo del precedente campanile nel 1902; i suoi rintocchi annunciavano l'inizio e la fine dell'orario di lavoro dei marangoni (da cui la campana prende il nome), cioè dei carpentieri dell'Arsenale (e questo suono tradizionale è rimasto in parte tutt'oggi con la distesa della Nona a mezzogiorno, che oltre ad annunciare l'Angelus ricorda la fine dell'orario di lavoro; e alle 14:00, con la distesa delle 2 campane minori, ad annunciare l'inizio del lavoro pomeridiano, appunto). La Marangona suonava inoltre per le sedute del Maggior Consiglio.
- Nona o Mezzana (seconda), nota Si2 calante, fusa dai Fratelli Barigozzi di Milano nel 1909, diametro di 156 cm; peso di 25,56 quintali;
Ha sempre suonato a mezzogiorno e a mezzanotte, orario in cui si potevano spedire le ultime lettere a Rialto.
- Trottiera o Quarantìa (terza), nota Do♯3 calante, fusa dai Fratelli Barigozzi di Milano nel 1909, diametro di 138,5 cm; peso di 18,07 quintali;
Suonava per dare il secondo segnale ai nobili che dovevano partecipare alle riunioni del Maggior Consiglio.
- Pregadi o Mezza Terza (quarta), Re3 calante, fusa dai Fratelli Barigozzi di Milano nel 1909; diametro di 129 cm; peso di 13,66 quintali;
Suonava per le riunioni del Senato, i cui membri erano detti Pregadi; per tutte le funzioni religiose e alle prime luci dell'alba.
- Renghiera o Maleficio (quinta), nota Mi3 calante, fusa dai Fratelli Barigozzi di Milano nel 1909, diametro di 116 cm; peso di 10,11 quintali ;
è la minore delle campane e annunciava le esecuzioni capitali che avvenivano tra le colonne di San Marco e San Todaro.

Il plenum, cioè il suono a distesa di tutte le campane contemporaneamente, avveniva solo per le maggiori solennità dell'anno liturgico e per la festa di San Marco (25 aprile).
Le campane sono state inceppate a slancio con i ceppi in legno dalla Morellato, originariamente elettrificate nel 1953 dalla ditta svizzera "Schlieren - Wagons & Ascenseurs", e attualmente in manutenzione dalla Vanin di Trebaseleghe (PD), che ha rifatto l'impianto nel 1996.
A gennaio 2018 la Procuratoria della Basilica di San Marco ha deciso di installare 5 elettro-percussori esterni per ciascuna delle 5 campane. Questi "martelli" simulano, mediante dei rintocchi disordinati, il suono tradizionale a distesa a slancio (campana in movimento o meglio a dondolo in cui il battaglio vola e percuote il lato superiore del bronzo). Già nel 2017 era stato installato un martello sulla seconda campana denominata Nona per simulare la distesa di mezzogiorno. Questi martelli sono stati installati per la sicurezza dei turisti nonostante che le campane vengano revisionate ogni mese e non si sia mai verificato nessun incidente.
Neanche il plenum delle 5 campane nelle solennità non viene più eseguito con le campane a distesa a slancio durante gli orari di apertura del campanile.

## Musica in basilica
Le navate laterali avevano anticamente delle gallerie con pavimenti lignei che le coprivano, secondo i modelli tipicamente orientali, che vennero ridotte a strettissimi passaggi balaustrati per permettere di ammirare i mosaici delle volte anche dal basso. Le numerose gallerie fornirono l'ispirazione per lo sviluppo dello stile policorale veneziano ai compositori di San Marco, così come lo sviluppo della musica antifonale.
Tra i principali compositori, maestri di cappella ed organisti che operarono in basilica sono da ricordare Gioseffo Zarlino, Andrea e Giovanni Gabrieli, Antonio Lotti, Baldassare Galuppi, Claudio Monteverdi, Lorenzo Perosi e altri. Il coro deputato al servizio musicale in cattedrale è la Cappella Marciana.

### Organi
Da oltre cinque secoli la musica organistica svolge un ruolo primario all'interno delle celebrazioni liturgiche. Nomi illustri della musica organistica sedettero agli organi della Basilica quali Claudio Merulo, Andrea e Giovanni Gabrieli, Antonio Lotti, Oreste Ravanello, Giovanni Tebaldini, Marco Enrico Bossi.
Questi gli strumenti attualmente presenti in Basilica:

#### Organo Callido-Trice-Tamburini
Sulla cantoria alla sinistra del presbiterio, si trova l'organo maggiore della basilica. Questo, costruito da Gaetano Callido nel 1766, è stato ampliato da William George Trice nel 1893 e dalla ditta Tamburini nel 1972 (opus 638). Lo strumento, a due tastiere di 58 note ciascuna e pedaliera di 30, è a trasmissione mista: meccanica per i manuali e il pedale, elettro-pneumatica per i registri.

#### Organo Callido
Sulla cantoria a destra del presbiterio, si trova l'organo a canne Gaetano Callido opus 30, costruito nel 1766. Nel 1909 lo strumento venne rimosso (per far posto a un nuovo organo, costruito dalla ditta Mascioni) e nel 1995 ricollocato dopo un restauro condotto da Franz Zanin.
L'organo Mascioni (opus 284) era a trasmissione pneumatica, con due tastiere e pedaliera. Nel 1994 è stato smontato, restaurato e rimontato nella chiesa di Santa Maria della Pace a Mestre.
L'organo Callido è a trasmissione integralmente meccanica, ha un'unica tastiera di 57 note con prima ottava scavezza e una pedaliera a leggio scavezza, costantemente unita al manuale. La cassa non è più quella barocca originale, ma una lignea dalle forme più semplici e priva di decorazioni.

#### Organo de Martino
Si tratta di un piccolo organo positivo di scuola napoletana, del 1720, opera dell’organaro Tommaso de Martino; è stato restaurato da Franz Zanin nel 1995 e collocato all'interno del presbiterio. A trasmissione meccanica, è dotato di un manuale di 45 note e non ha pedaliera.

#### Organo Cimmino
È un piccolo organo di scuola napoletana, del 1779, opera dell'organaro Fabrizio Cimmino; è stato recuperato da Giorgio e Cristian Carrara nel 1999 e collocato in Basilica nel 2014, accanto all'altare della Madonna Nicopeia. A trasmissione meccanica, è dotato di un manuale di 45 note con prima ottava corta e di pedaliera a leggio di 8 note, costantemente unita al manuale.

## Simbologie

### L'"architetto ignoto"
Il numero della basilica è il cinque: esso appare disegnato nel modo del dado ed è visibile nella cattedra su cui siede il cosiddetto "architetto ignoto" di San Marco. Il bassorilievo che lo raffigura è il primo da sinistra, all'interno del grande arcone della porta centrale. L'"architetto ignoto" è rappresentato nelle vesti di un saggio orientale con il turbante: greci, infatti, erano gli architetti chiamati a costruire la Basilica dal doge Contarini. Esso è rappresentato seduto per sottolinearne il livello di dignità, e porta anche una stampella, segno di infermità fisica. In ciò è accomunato alla grande tradizione mitica greca e nordica che consentiva all'homo faber di raggiungere altissimi livelli ma lo obbligava a pagarne in qualche modo lo scotto con l'infermità. L'architetto è poi rappresentato nell'atto di mangiarsi un dito: la leggenda attribuisce questa espressione di disappunto alla punizione che il doge gli avrebbe dato dopo che, alle sue congratulazioni per la grande opera realizzata, l'architetto aveva risposto: "Avrei potuto farla meglio" (se avessi avuto più denaro): per questo atto di orgoglio era stato punito.

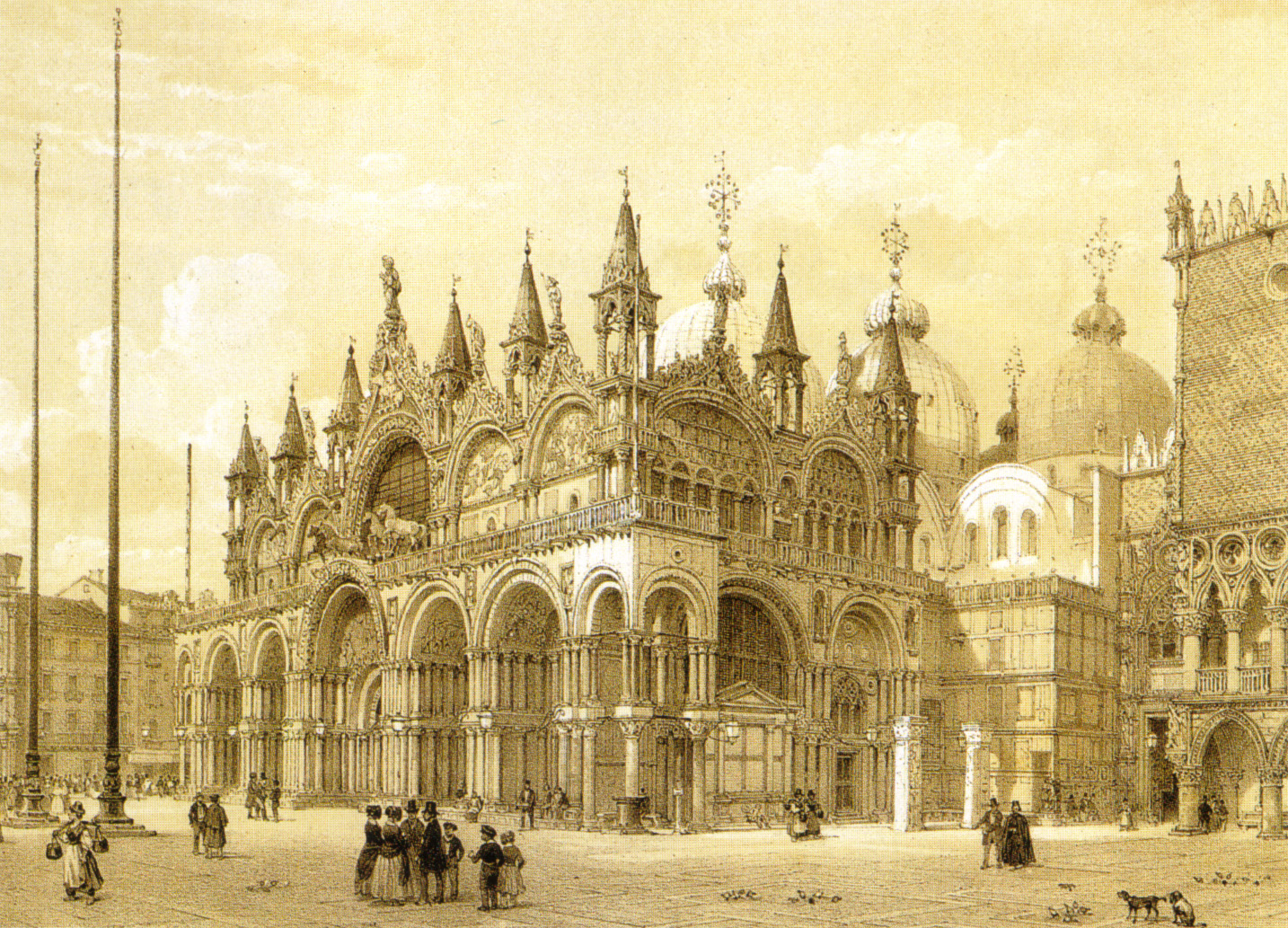
La Basilica di San Marco e la piazza, in una stampa del XIX secolo

### L'"architettura divina"
Dio, la Trinità sono identificati con il numero tre o, geometricamente, con un triangolo. Il mondo, in antico, si identificava invece con il numero quattro, con i quattro punti cardinali. La figura che si racchiude in quattro punti è deformabile: si possono ottenere, infatti, un rettangolo, un rombo, un trapezio. E ciò che è deformabile è anche instabile, mentre il triangolo resta sempre tale. La basilica di San Marco si identifica con il cinque, le cinque cupole. Quella centrale è del Cristo storico. Esiste un significato simbolico di ciò: l'arrivo di Cristo "divinizza" il creato così come la cupola centrale divide in quattro triangoli il quadrato dato dalle quattro cupole esterne. E in questo modo anche il quadrato-creato diventa indeformabile.

### Altre simbologie nella Basilica
I tre pili portabandiera antistanti la basilica marciana oggi portano le bandiere dell'Italia, dell'Europa e di Venezia. Essi rappresentavano i territori di Candia, Morea e Cipro conquistati da Venezia.
Un dodecaedro stellato si trova sul pavimento prima della porta principale d'ingresso alla Basilica, sotto l'iconostasi e sul coro. Per i saggi dell'Antichità, esso era simbolo di Venere, il pianeta reggente di Venezia. Rappresenta la manifestazione della forma Divina in Natura: Platone ne fece simbolo dell'armonia del cosmo (solidi platonici).
A sinistra dell'ingresso laterale della Basilica, sul pavimento musivo, c'è un rinoceronte di incerta datazione. La pianta a esso retrostante è simbolo di forza. Questa immagine sarebbe anche un talismano per allontanare le malattie.
La losanga di porfido sul pavimento dell'atrio, davanti al portale principale, rappresenta il punto esatto in cui l'imperatore Federico Barbarossa s'inginocchiò davanti al papa Alessandro III nel 1177.
A terra, presso la Pala d'oro, lungo il percorso d'uscita, c'è una pietra raffigurante un corno ducale e un animale, un riccio nero. Qui fu sepolto il cuore del doge Francesco Erizzo (1566-1646, doge dal 1631). Il riccio è simbolo della famiglia patrizia di appartenenza. Il resto delle spoglie si trova nella chiesa di San Martino in Castello.

### Graffiti
Le colonne del prospetto esterno di San Marco sono un vero compendio della lingua armena antica, perlopiù del Cinquecento e del Seicento. Nella maggior parte dei casi riportano il nome di chi scrive, il nome del padre e l'anno della visita. Sono presenti numerosissime croci, un monogramma con una formula che acclama Gesù Cristo e graffiti di chi invoca su di sé la protezione divina. Si trattava di pellegrini e di mercanti; infatti proprio agli Armeni era stato accordato il privilegio di vendere le merci in Piazza San Marco. Su un pilastro della Basilica sono presenti due figure in armi - una delle quali forse armata di sciabola, l'altra protetta da uno scudo - che sembrano prepararsi per salire su una nave e raggiungere la Terrasanta. Sui marmi della Basilica vi sono anche scudi sovrastati da una croce e sulla parete di fondo della chiesa incontriamo una serie di scudi, mentre su una colonna della facciata è inciso lo scudo della città tedesca di Magonza. Anche il monogramma di Cristo IHS è raffigurato.